# Irak
Pour l’article ayant un titre homophone, voir Hirak.
Ne doit pas être confondu avec l'Iran.
République d'Irak
(ar) جمهورية العراق / jumhūriyyatu l-ʿirāq 
(ku) كۆماری عێراق / Komarê ʿIraq 
L’Irak, en forme longue la république d'Irak ou république d'Iraq,, est un pays du Proche-Orient, situé en Mésopotamie, au nord de la péninsule arabique. L’Irak est parfois appelé « le pays des deux fleuves » en arabe (بلاد الرافدين / Bilād ar-Rāfidayn, en grec ancien Μεσοποταμία / Mesopotamía, littéralement pays « entre les fleuves », en référence au Tigre et à l'Euphrate). Bagdad en est la capitale et la plus grande ville.
D’une superficie de 435 052 km2, cet État a pour voisin la Turquie au nord, l’Iran à l'est, le Koweït au sud-est, l’Arabie saoudite au sud-sud-ouest, la Jordanie à l'extrême ouest et la Syrie au nord-ouest. L’Irak détient les quatrièmes plus grandes réserves de pétrole, et il est membre de l’OPEP.
L’Irak actuel couvre une grande partie de la Mésopotamie, berceau de grandes civilisations parmi les plus anciennes. C’est sur les berges du Tigre, passant par Bagdad, que l’écriture est née, il y a 5 000 ans. Aux époques achéménide, parthe et sassanide, le territoire de l’Irak (l'empire sémite de Babylone) est intégré à l’Empire perse, formant, peu avant sa conquête et son peuplement par les Arabes (au IIe siècle av. J.-C. par les Arabes de Characène et au IIIe siècle par la tribu des Banu Lakhm) et son islamisation au VIIe siècle, la province sassanide du Khvarvaran.
Ce territoire fit longtemps partie de l’Empire ottoman. Il fut occupé par le Royaume-Uni après la Première Guerre mondiale, puis placé sous un régime de mandat de la Société des Nations. Durant la période du mandat britannique de Mésopotamie, l’occupant britannique fit face en 1920 à une violente insurrection. Proclamé en 1921, le royaume d'Irak obtint sa pleine indépendance en 1932. La monarchie dure jusqu'en 1958, puis plusieurs gouvernements se succèdent par des coups d'État, l’Irak oscillant entre les influences antagonistes occidentales et anti-occidentales dans le contexte de la guerre froide. Le parti Baas prend de plus en plus d’importance et permet l’arrivée au pouvoir de Saddam Hussein en 1979.
Depuis, l’Irak a connu trois guerres meurtrières, des répressions sanglantes (dont celles des Kurdes et des chiites) et plus de dix ans d’embargo. Son régime, fondé à la fin des années 1960 par le Baas, a été aboli par l’invasion de la coalition menée par les États-Unis en 2003. Ce régime, en dépit de son caractère dictatorial présent dans la majorité des États du Moyen-Orient, semble avoir été populaire chez la plupart des sunnites, traditionnellement nationalistes, mais minoritaires au sein de la population irakienne. Depuis l’invasion américaine, les Kurdes ont obtenu l’autonomie d’une région au nord du pays et la politique a été dominée par les affrontements intercommunautaires, ponctués de nombreux attentats et cause de l’émigration des minorités chrétiennes et juives.
Le gouvernement est actuellement dirigé par Mohammed Chia al-Soudani, à la tête d'une coalition dominée par les partis chiites. Dans un effort de répartition des rôles entre les trois principales communautés, l'exécutif est partagé entre trois personnes : le président Abdel Latif Rachid est kurde sunnite, le Premier ministre est chiite, et le président du parlement arabe sunnite. Chacune de ces têtes est entourée de deux adjoints, appartenant aux deux autres communautés. On note l'influence déterminante de deux personnalités religieuses issues de la communauté chiite : l’ayatollah Ali al-Sistani et Moqtada al-Sadr.

## Étymologie
Le terme « Irak », adopté le 23 août 1921 pour dénommer le pays, viendrait de l'arabe 'araqa, qui signifie « fertile » ou « bien arrosé », faisant probablement référence à la fertilité des terres de la Mésopotamie. Ce nom pourrait aussi être influencé par le terme sumérien Uruk, l'une des plus puissantes cités de l'ancienne civilisation mésopotamienne.

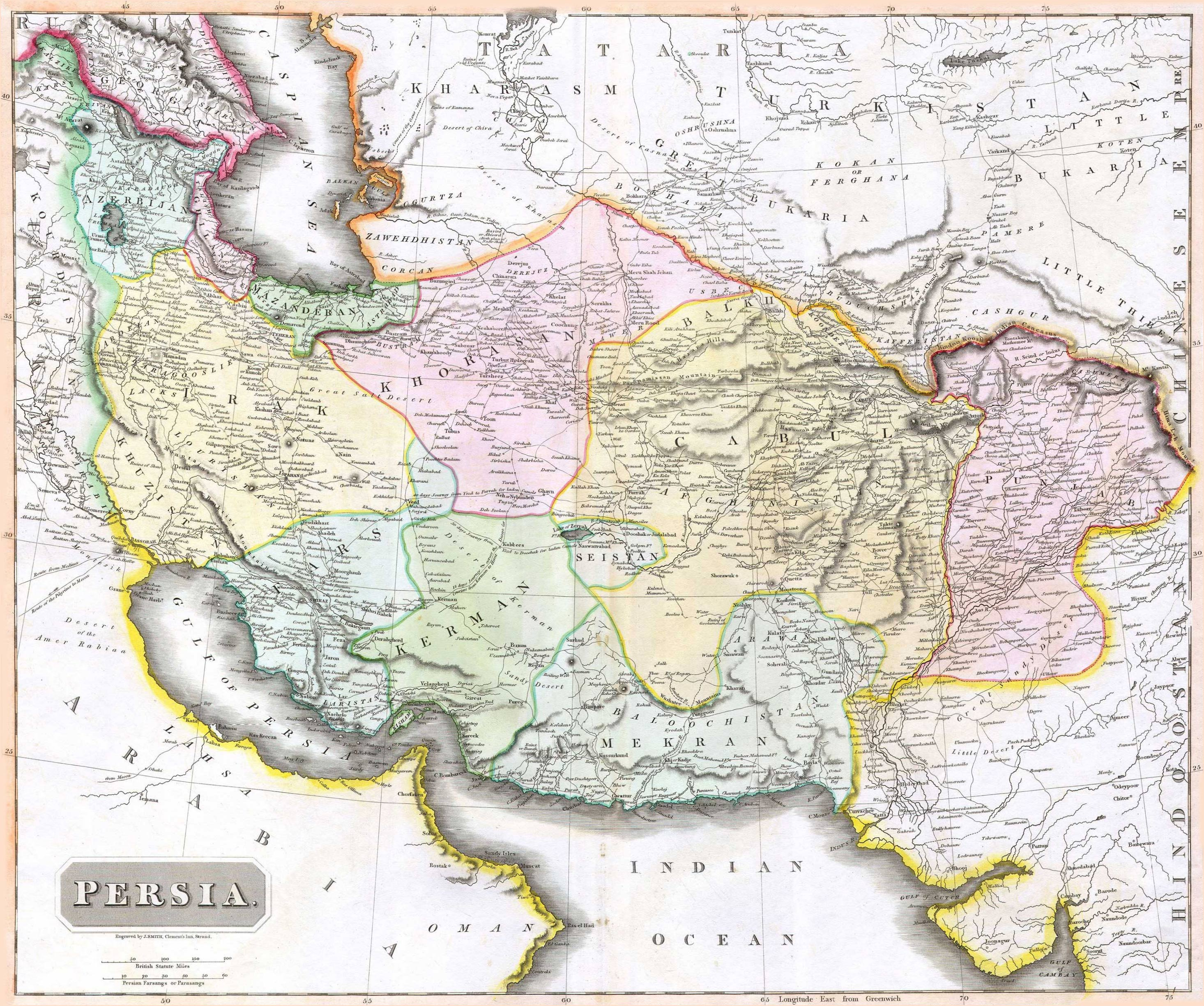
L'Empire perse sous la dynastie Kadjar en 1814 par le géographe anglais Thompson, avec à l'ouest le haut-plateau perse nommé Irak.

Le terme Sawad a également été utilisé au début de la période islamique pour désigner la région de la plaine alluviale du Tigre et de l'Euphrate, par contraste avec le désert arabique.
En arabe, le mot Irak (العراق) peut aussi signifier « rivage, rive » ou « bord », de sorte que le nom, par étymologie populaire, en est venu à être interprété comme « escarpement » ou « haut-plateau », pouvant dénommer soit la région appelée al-'Iraq au sud et à l'est du plateau de la Jazira, soit le haut-plateau perse au sud de Téhéran.

## Graphie en français
En français deux graphies sont correctes pour ce pays :
- Iraq, utilisé par l’ISO, l’ONU, l'OIT[11], l'Union européenne[12], et le Code officiel géographique (français)[13]. Iraq est « recommandé » en France par l'arrêté français du 4 novembre 1993 relatif à la terminologie des noms d'États et de capitales[14]. Le dictionnaire de l'Académie française, quant à lui, privilégie la forme Iraq, et son gentilé, iraquien ;
- Irak, utilisé par la diplomatie irakienne, la diplomatie française (Irak est « recommandé » à ses agents par le ministère des Affaires étrangères et européennes[15], la diplomatie suisse[16] et l'IGN[17]).

## Géographie

Carte du Moyen-Orient moderne

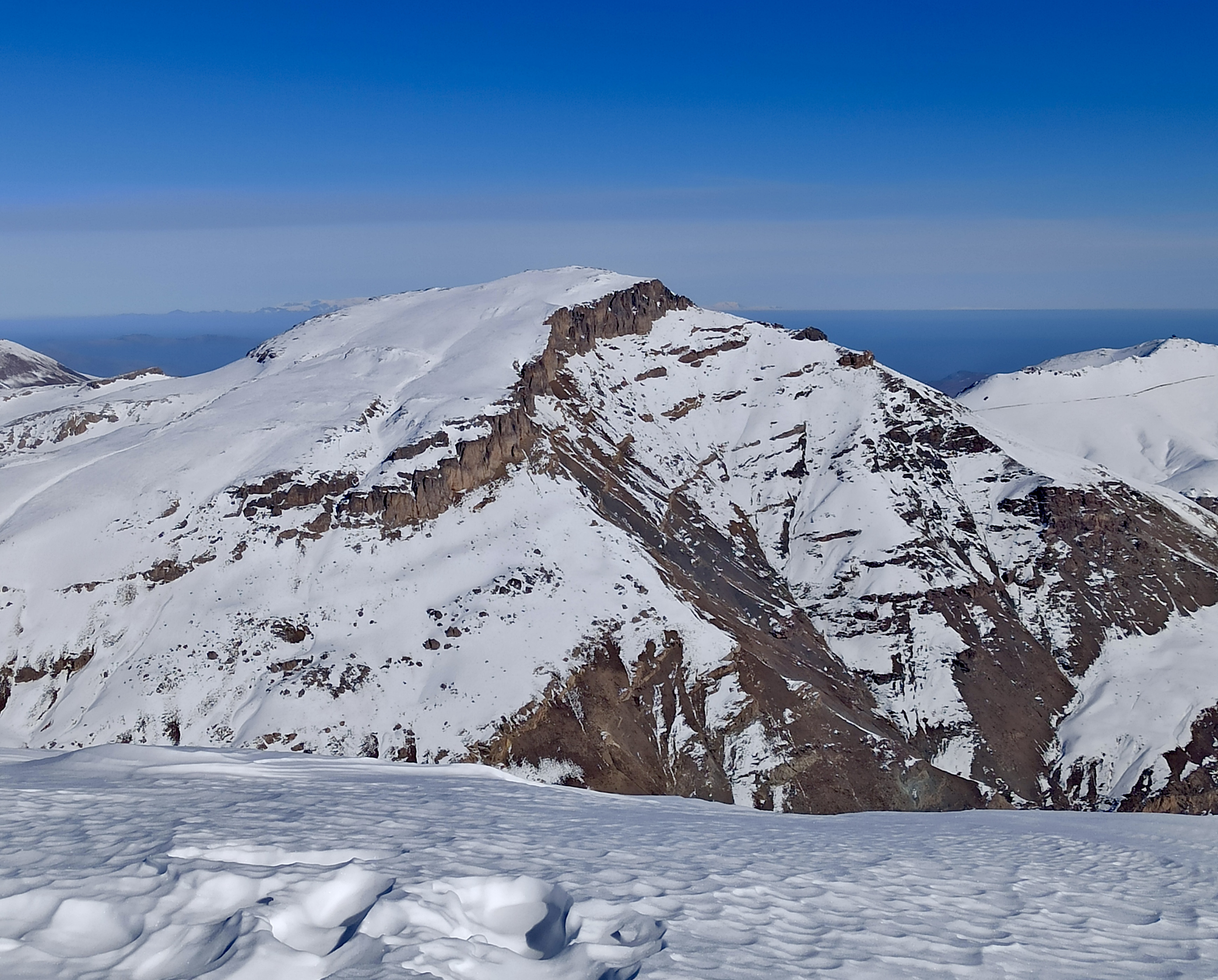
Cheekha Dar, 3611 m, point culminant de l'Irak

L'Irak se situe entre les latitudes 29° et 38° N et les longitudes 39° et 49° E (une petite zone se trouve à l'ouest de 39°). S'étendant sur 437 072 km2, c'est le 58e plus grand pays du monde.
L'Irak a un littoral mesurant 58 km sur le nord du golfe Persique. Deux grands fleuves, le Tigre et l'Euphrate, coulent vers le sud à travers l'Irak et dans le Chatt-el-Arab, puis le golfe Persique. Flanquant cet estuaire se trouvent des marais, semi-agricoles. Beaucoup ont été drainés dans les années 1990. Entre les deux fleuves principaux se trouvent des plaines alluviales fertiles, car les fleuves transportent environ 60 000 000 m3 de limon annuellement au delta. La partie centrale du sud, qui s'amincit légèrement au profit des autres pays, est couverte d'une végétation naturelle marécageuse mélangée à des rizières et elle est humide, par rapport au reste des plaines.
L'Irak occupe l'extrémité nord-ouest de la chaîne de montagnes Zagros et la partie orientale du désert syrien.
Les déserts rocheux couvrent environ 40 % de l'Irak. 30 % du territoire est montagneux avec des hivers très froids. Le nord du pays est majoritairement composé de montagnes ; le point culminant étant à 3 611 m, connu localement sous le nom de Cheekah Dar (tente noire).
L'Irak abrite sept écorégions terrestres : la steppe forestière des monts Zagros, la steppe du Moyen-Orient, les marais mésopotamiens, les forêts de conifères, de sclérophylles et de feuillus de la Méditerranée orientale, le désert d'Arabie, le désert d'arbustes mésopotamiens et le désert et le semi-désert nubo-sindien du sud de l'Iran.

## Histoire

### De l'Antiquité à l'époque moderne

#### Période sumérienne

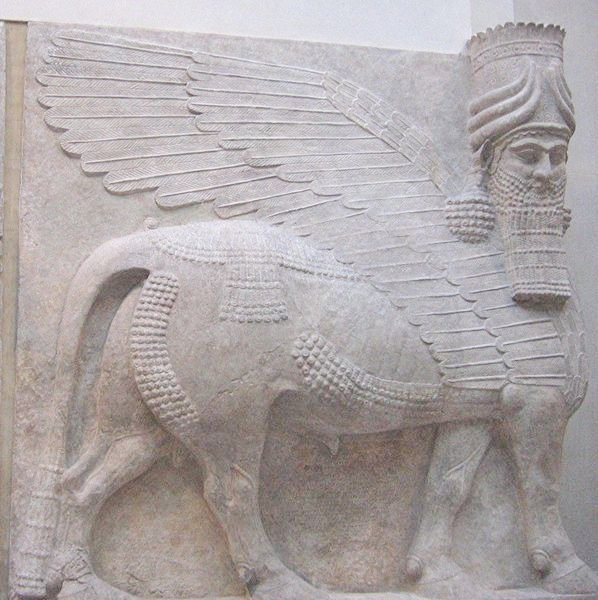
Taureau androcéphale ailé gardien du palais de Sargon II, en Assyrie,

L’Irak est un des berceaux de la civilisation. La période historique en Irak commence réellement à partir de la période d'Uruk (4000 av. J.-C. à 3100 av. J.-C.), avec la fondation d’un certain nombre de villes sumériennes et l’utilisation de pictogrammes, de sceaux-cylindres et la productions de diverses marchandises.
Au IVe millénaire av. J.-C., la civilisation mésopotamienne est la civilisation qui a inventé le plus ancien système d’écriture connu, le cunéiforme.
Les Sumériens dominent la Mésopotamie jusqu’à la montée en puissance de l’Empire d'Akkad (2335-2124 av. J.-C.), basé autour de la ville d’Akkad dans le centre de l’Irak. Sargon d’Akkad, le fondateur de l’empire, mène la conquête de toutes les cités-États du sud et du centre de l’Irak, subjuguant les rois d’Assyrie et unissant ainsi les Sumériens et les Akkadiens dans un seul État.

#### Période babylonienne
À partir du IIe millénaire av. J.-C., les Amorrites de langue cananéenne ont commencé à migrer vers le sud de la Mésopotamie et à y établir de petits royaumes ainsi qu’à usurper les trônes des cités-États existantes telles que Isin, Larsa et Eshnunna. En 1792 av. J.-C., Hammurabi, un roi amorrite de Babylone entrepris la conquête de Sumer, d'Akkad, d’Élam ainsi que de l'Assyrie, créant le premier empire babylonien.
Après sa prise par les Hittites en 1595 av. J.-C., Babylone passa sous l'autorité d'une dynastie d'origine kassite qui stabilisa le royaume pendant environ quatre siècles. Cette période vit le début de la rivalité avec le royaume voisin situé au nord, l'Assyrie, qui marqua les siècles suivants. Après une longue période d'instabilité entre 1100 et 800 av. J.-C., la Babylonie passa sous la coupe de l'Empire néo-Assyrien pendant plus d'un siècle (728-626 av. J.-C.), avant d'initier une réaction qui aboutit à la destruction de l'Assyrie et à la formation de l'Empire néo-babylonien (626-539 av. J.-C.) par les rois Nabopolassar et Nabuchodonosor II.
Cette période marque le sommet de la puissance babylonienne et le retour de la prospérité économique en Mésopotamie, caractérisée par le développement de l'économie agricole et un dynamisme culturel important, sous les auspices des souverains. C'est durant cette période que Babylone devient une vaste cité disposant de plusieurs monuments passés à la postérité (ses murailles, ses palais, sa ziggurat et ses jardins suspendus).
En 586 avant l'ère commune, Nabuchodonosor II, souverain de Babylone, y déporte, après la prise de Jérusalem, 20 000 Juifs [réf. nécessaire] qui forment le noyau de la plus vieille diaspora juive au monde.

#### Perses et Lakhmides
Les vallées du Tigre et de l’Euphrate appartiennent ensuite à une succession d'empires : empires achéménide (qui apportent le zoroastrisme, religion encore présente dans certaines provinces), grec (à travers les conquêtes d’Alexandre le Grand), sassanide, Omeyyade, Abbasside.
À l’époque pré-islamique, cette région est divisée entre l'empire sassanide d'un côté, qui domine le Khvarvaran, et le royaume arabe Lakhmide de l'autre, fondé par la tribu des Banu Lakhm qui a émigré du Yémen au IIe siècle et dont la capitale décorée de palais et de châteaux, Al-Hîra, sur la rive droite de l'Euphrate, est un important centre de la culture arabe, de la poésie arabe et du christianisme.

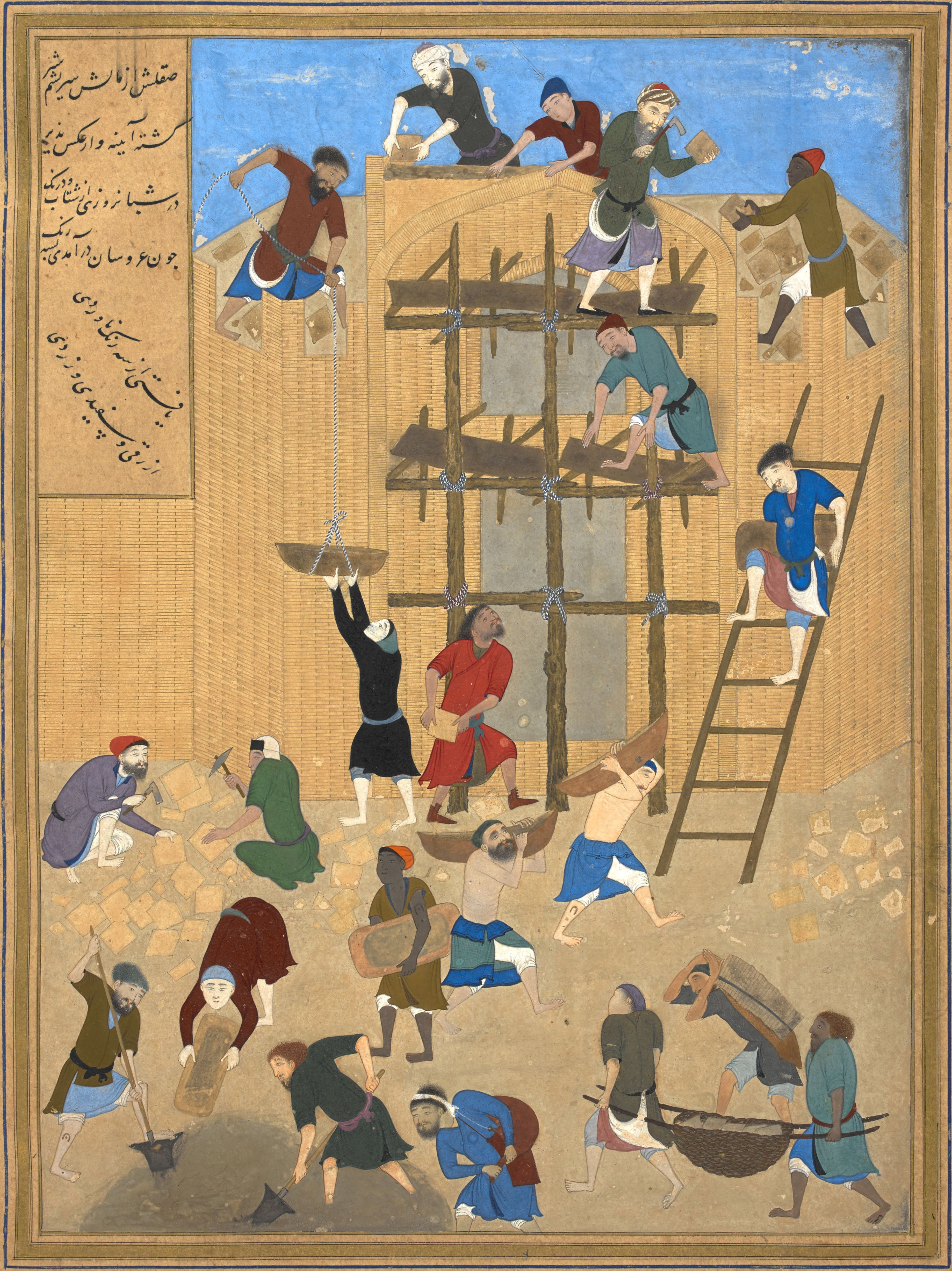
Miniature du XVe siècle, réalisée par Behzad et décrivant la construction du palais Lakhmide, Al-Khawarnaq, à Al-Hîra.

Les Lakhmides ont eu une grande influence politique, religieuse et culturelle dans la région et sont restés influents jusqu'au Ve siècle. Le roi al-Nuʿman I (390-418), appelé al-Aʿwar (Le Borgne) était réputé pour être un roi bâtisseur. Ce dernier avait notamment fait construire deux palais près d'Al-Hira, le Khawarnaq et le Sadir, qui étaient considérés à l'époque médiévale comme des « merveilles du monde ». Son fils, al-Mundhir I (418-462), est célèbre pour avoir combattu les Byzantins et joué un rôle important dans les affaires politiques internes sassanides. Le prince sassanide Vahram V avait été élevé à la cour d'Al-Ḥira par al-Mundhir I,, où il apprit le droit, le tir à l’arc et les arts équestres. Après l'assassinat de son frère aîné Chapour, Vahram V s'est emparé du trône sassanide face à Khosro l'Usurpateur et aux grands de Perse grâce à l’aide des Lakhmides,,.
Al-Hira fut un centre majeur de piété et d’apprentissage chrétiens nestoriens dans le centre de l’Irak avec ses évêques, ses nombreuses églises et monastères et sa célèbre population alphabétisée de chrétiens arabes, les ʿIbād. Les ʿIbād (arabe : عِباد), furent un groupe arabe chrétien nestorien aux origines tribales diverses (principalement Tamīm, Rabīʿa et Muḍar, Azd, Iyād et Lakhm). Ces derniers ont joué un rôle important dans le développement des sciences. En tant que siège d’un évêché pour les chrétiens nestoriens, Al-Hira exerça une forte influence sur la vie religieuse de l’Orient, aidant le monothéisme chrétien à pénétrer dans la péninsule Arabique.

#### Période islamique
Avec la conquête arabe au VIIe siècle, le centre de la culture arabe en Irak est déplacé d'Al-Hîra vers Koufa dans un premier temps, puis Bagdad, qui devient la capitale du Califat abbasside, une des plus grandes villes du monde et une ville au grand rayonnement intellectuel. Sous la dynastie Abbasside, l'économie est prospère ; les villes se développent ; l’industrie, les arts et les lettres atteignent leur apogée. L'Irak produit alors de nombreux astronomes, mathématiciens, penseurs, lettrés et traducteurs tels que Al Khwarizmi, Al Jahiz, Al Kindi, Al-Hajjaj ibn Yusuf ibn Matar et Thābit ibn Qurra.
Au XIIIe siècle, la Mésopotamie passe sous le contrôle mongol après la prise de Bagdad en 1258.

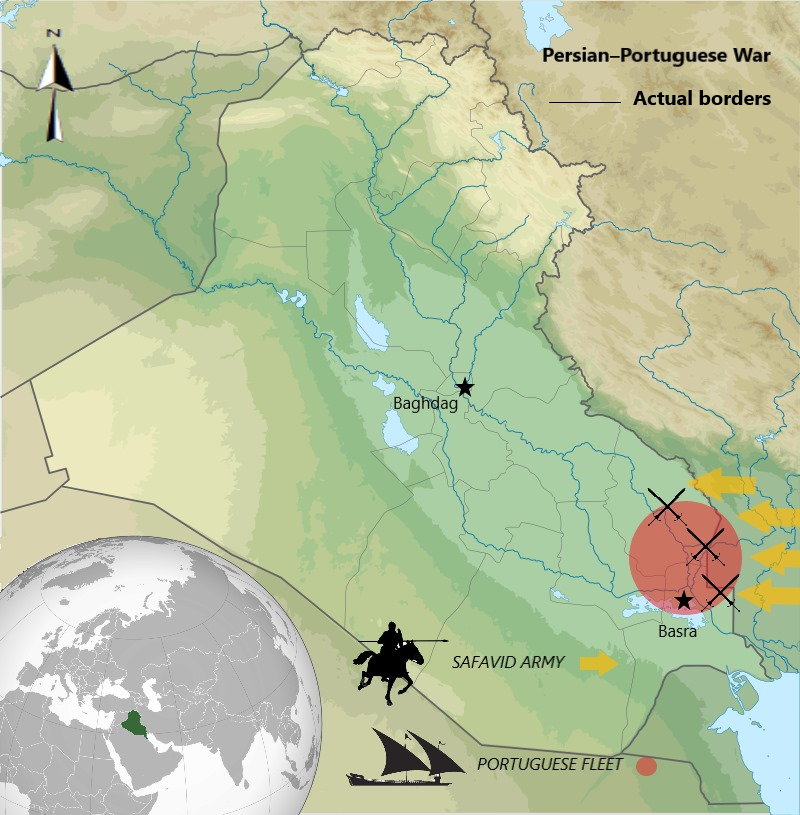
Protectorat portugais du sud de l'Irak

À partir du XVIe siècle, l'Empire ottoman contrôle le territoire.
Au cours des XVIe et XVIIe siècles, le sud de l'Irak et l'actuel Koweït étaient un État sous protectorat portugais. Cela est né de l'invitation de la ville de Basorá, qui a préféré la protection des Portugais qui garantissaient le commerce avec l'Orient.
La présence des Occidentaux a permis la défense du sud de l'Irak contre les incursions de l'Empire safavide de l'Iran actuel.

#### Époque contemporaine
Au cours de la Première Guerre mondiale, l’Irak est conquis par les Britanniques et est déclaré indépendant de l’Empire ottoman le 1er octobre 1919.
Le 25 avril 1920, la Société des Nations (ancêtre de l’ONU) confie un mandat au Royaume-Uni pour administrer la Mésopotamie. Le mandat britannique de Mésopotamie, durant lequel la monarchie irakienne est proclamée, assure la transition du pays vers l'indépendance. Un mois plus tard, l'administration britannique doit déjà faire face à une importante révolte. Le clergé chiite est durement réprimé, ce qui le conduit à retourner à son apolitisme premier.

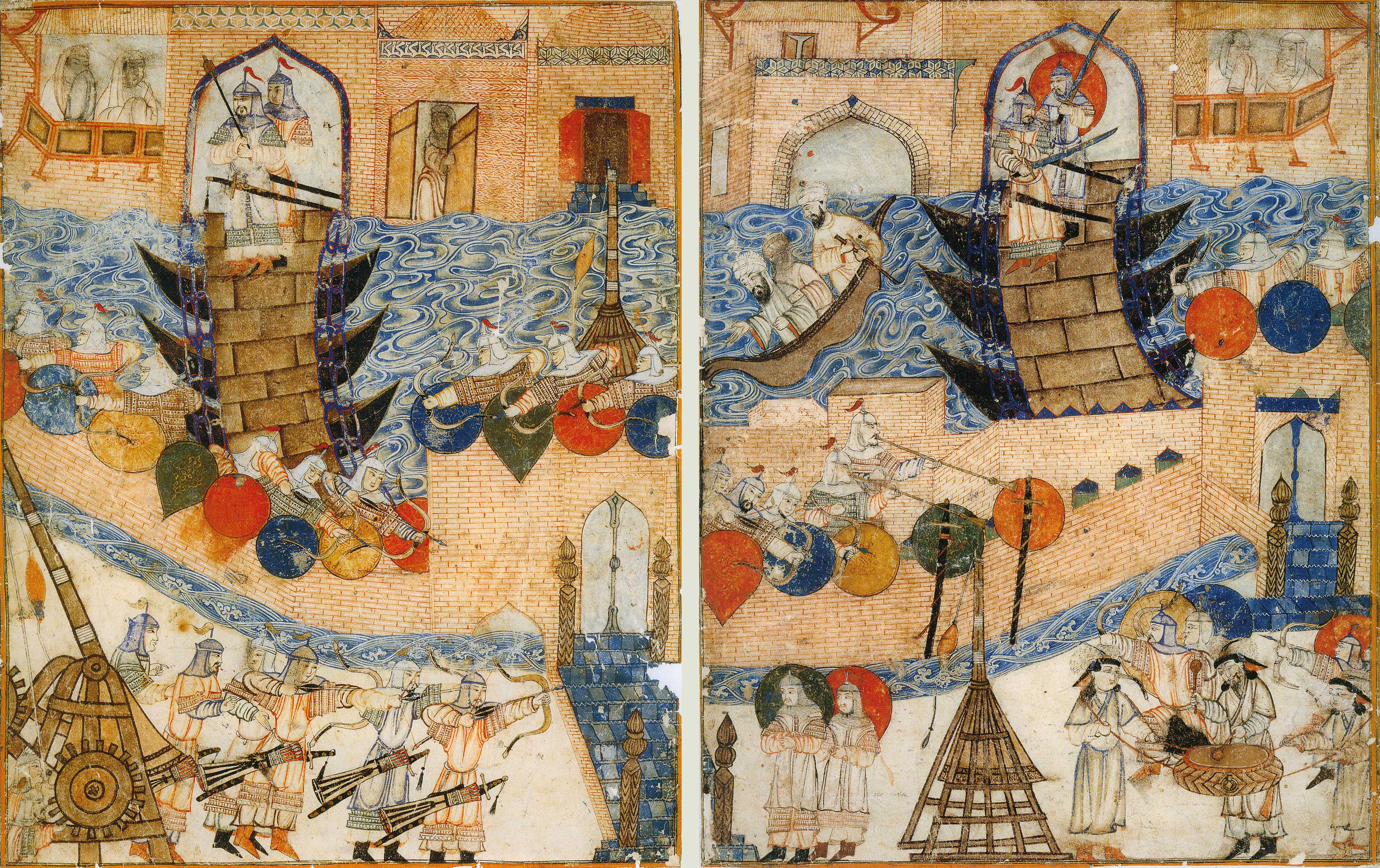
Le siège de Bagdad par les Mongols en 1258.

Face au repli et au déclin de leur clergé, les chiites irakiens se rallient en nombre à des courants socialisants et laïcs à partir de la fin des années 1930. Très bien structuré et très actif sous la monarchie, le Parti communiste tient un rôle important dans les protestations des paysans qui demandaient des droits et qui s’opposaient aux mesures de répression de la part des propriétaires terriens, Les habitants des nouveaux quartiers populaires de Bagdad, qui se construisent sous la pression de l'exode rural, s’intéressent rapidement aux idées d’égalité et de justice que prône le Parti communiste.

### Indépendance
Le royaume d'Irak devient réellement indépendant le 3 octobre 1932, même si les Britanniques y conservent des bases militaires. Le 1er avril 1941, le régent Abdelilah ben Ali el-Hachemi, jugé trop dévoué aux intérêts du Royaume-Uni, est démis de ses fonctions à la suite d'un coup d'État, et remplacé par le gouvernement nationaliste de Rachid Ali al-Gillani, qui oriente alors la politique du royaume vers un rapprochement avec l'Allemagne dans le but d’obtenir son soutien à l'indépendance des États arabes. Les Britanniques interviennent rapidement. Le 2 juin 1941 leurs forces entrent dans Bagdad où elles réinstallent le régent et mettent en place un gouvernement pro-britannique.

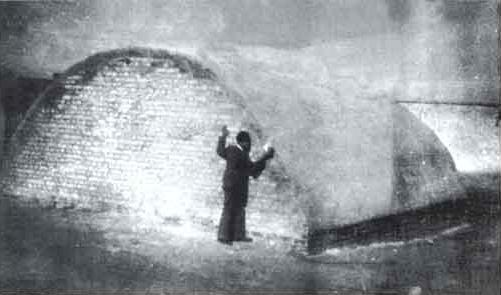
Monument recouvrant le charnier du Farhoud de 1941

Pendant ce temps, les partisans de Rachid Ali al-Gillani lancent un pogrom contre la communauté juive qui, outre les pillages et les viols, fait 135 à 180 victimes juives et plus de 500 blessés. Cinq des instigateurs du coup d'État furent pendus et de nombreux autres emprisonnés dont Khairallah Talfah, un oncle de Saddam Hussein. Après la proclamation de l'État d'Israël, la communauté juive irakienne d'environ 125 000 personnes se réfugie massivement en Israël, à la suite du climat d'insécurité qu'elle subit alors en Irak.
En 1946, d'importantes grèves secouent Kirkouk. Les protestataires dénoncent les conditions de travail ainsi que la domination britannique sur l’entreprise pétrolière. Les chefs politiques des partis progressistes sont emprisonnés. En 1948, lorsque le gouvernement signe un nouveau traité d’alliance avec le Royaume-Uni, des manifestations massives se produisent. La monarchie perd pendant quelques jours le contrôle des rues. La loi d’état d’urgence est aussitôt appliquée et Nouri Saïd, vétéran de la monarchie qui a déjà assumé de nombreuses fois la direction du gouvernement, revient au pouvoir et verrouille la scène publique autour de lois anticommunistes. Le secrétaire général du Parti communiste irakien, Youssouf Salman, est pendu et les journaux sont censurés. Dès 1954, appartenir au Parti communiste entraine la déchéance de nationalité.
L'immense pauvreté des campagnes pousse nombre de paysans à rejoindre les banlieues urbaines et entraine quelques tensions sociales. Dans le contexte de la guerre froide, le royaume d'Irak entre dans le pacte de Bagdad en 1955 et se lie aux États-Unis. L'alliance du gouvernement avec les États occidentaux favorise le développement de l'armée.
Le 14 juillet 1958, la monarchie hachémite est renversée et le général Kassem prend le pouvoir par un coup d’État. Le Comité des officiers libres proclame la République lors du premier coup d’État du parti Baas, parti de la Renaissance arabe et socialiste, allié avec un groupe d’officiers nationalistes. Le nouveau gouvernement bénéficie du soutien des exilés kurdes (dont il avait permis le retour) et du Parti communiste. Nombre de réformes sont adoptées dans les semaines qui suivent : réforme agraire, aides aux familles pauvres, plans urbains, etc.. Le gouvernement comprend Naziha al-Dulaimi, la première femme ministre de l'histoire de l'Irak et du monde arabe, qui participe à l'élaboration de la loi de 1959 sur les affaires civiles, laquelle est très en avance sur son temps dans la libéralisation des lois sur le mariage et l'héritage au profit des femmes irakiennes.
11 septembre 1961 : nouvelle révolte kurde en Irak. L'insurrection s'amplifie au fil des années. Le régime militaire d'Aref, issu du coup d'État de 1963, ne parvient pas à l'écraser militairement. En 1964, un cessez-le-feu est signé ; il est refusé par une partie du mouvement kurde. La révolte reprend en 1965.
Le 8 février 1963 : les militants du Baas renversent le gouvernement du général Abdel Karim Kassem. Saddam Hussein, qui poursuivait des études de droit au Caire, revient en Irak et devient, à 26 ans, secrétaire général du parti.
Le 18 novembre 1963, la révolution du Baas est renversée par Abdel Salam Aref, qui s'installe au pouvoir et fait arrêter et éliminer plusieurs têtes dirigeantes du parti Baas soupçonnées de comploter contre lui. Saddam Hussein est arrêté et emprisonné. Pendant ces années de détention, il sera torturé et interrogé par la police du régime en place.
En 1965, Saddam Hussein, toujours en prison, est élu membre du commandement panarabe du parti Baas. Lentement, il accroît son influence et dirige des coups d'éclat tels que l'évasion de plusieurs membres du parti Baas, après avoir gagné la sympathie des geôliers.
Le 14 avril 1966, après la mort accidentelle ou criminelle du colonel Abdel Salam Aref, son frère, le maréchal Abd al-Rahman Aref s'impose en tant que président de la république d'Irak.

### Saddam Hussein au pouvoir

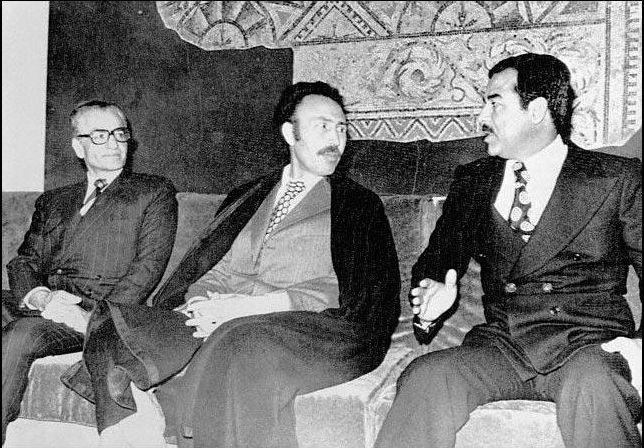
Saddam Hussein (à droite) avec Houari Boumédiène et le chah d'Iran Mohammad Reza Chah pendant les accords d'Alger de 1975.

Le 17 juillet 1968 : second coup d’État baasiste. Saddam Hussein rejoint à Bagdad son cousin le général Ahmed Hassan al-Bakr, chef du Baas et nouveau président de la République.
Le 11 mars 1970 : accord kurdo-irakien sur l'autonomie du Kurdistan. Il prévoit une participation des Kurdes aux instances suprêmes de l'État et un recensement destiné à délimiter la région autonome. Des institutions autonomes sont censées être mises en place dans un délai de quatre ans. Pendant cette période de « ni guerre, ni paix », l'URSS commence à soutenir l'Irak, tandis que l'Iran, conseillé par Washington, apporte son aide aux Kurdes.
En 1970 une nouvelle constitution est adoptée, renforçant notamment les droits des femmes : les droits de vote et d'éligibilité leur sont reconnus, ainsi que l'accès à l'éducation et à la propriété.
Le 9 avril 1972 : traité d'amitié et de coopération entre l'URSS et l'Irak.
Le 1er juin 1972 : Saddam Hussein nationalise le pétrole irakien.
En mars 1974, Bagdad promulgue unilatéralement une « loi sur l'autonomie du Kurdistan » ; très en retrait sur les accords de 1970, elle est rejetée par les Kurdes. La révolte reprend et revêt la forme d'une guerre généralisée.
Le 5 mars 1975 : accord d'Alger entre le Chah et Saddam Hussein. L'Iran obtient gain de cause sur les différends frontaliers qui l'opposent à l'Irak et retire son appui aux Kurdes. La révolte s'effondre pour reprendre sous la forme de guérilla en 1976.

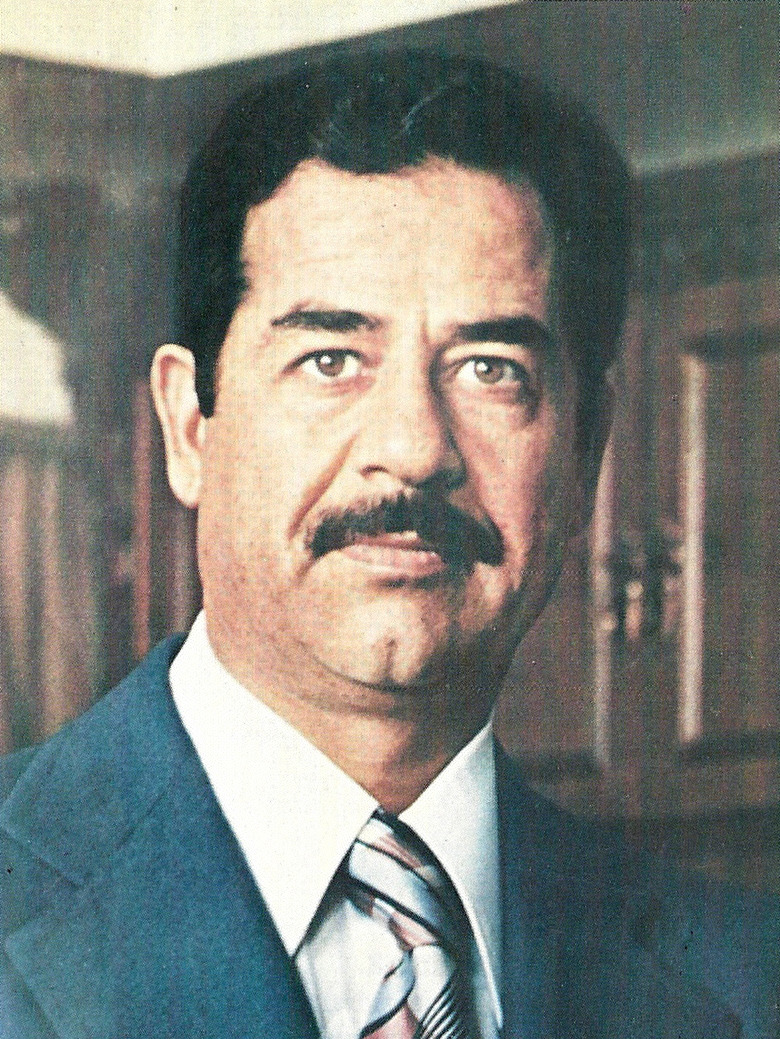
Saddam Hussein, président de l'Irak (1979-2003)

Le 6 septembre 1975 : Jacques Chirac, alors Premier ministre, fait visiter Cadarache à Saddam Hussein, alors vice-président irakien.
Le 6 avril 1979 : sabotage du double cœur d'Osirak dans le hangar no 3 des Constructions navales et industrielles de la Méditerranée, à La Seyne-sur-Mer. Le « groupe écologiste français » revendique l'attentat, mais le Mossad est suspecté,
Le 16 juillet 1979, Saddam Hussein met Hassan al-Bakr à la retraite. Ce même jour, date d'anniversaire de la révolution de 1968, Saddam Hussein accède à la présidence à l'âge de 42 ans. Rompant avec le Parti communiste, il procède à des purges massives au sein du Parti Baas - un parti nationaliste arabe, laïc et socialiste, dont les dirigeants sont souvent originaires de la ville de Tikrit - et renoue avec les monarchies du Golfe ainsi qu’avec les pays occidentaux. Le pouvoir de Saddam Hussein s'est donc constitué au départ autour de l'idéologie baasiste, relativement laïque et républicaine. Par ailleurs, il considère l'Islam comme une composante essentielle de la culture arabe.
Le 30 novembre 1979 : à la suite de nombreuses ingérences du gouvernement révolutionnaire iranien sur le territoire irakien visant à déstabiliser et renverser le régime de Saddam Hussein, jugé « impie » par Khomeini, - lequel avait pourtant bénéficié de son hospitalité pendant près de quatorze ans -, le gouvernement irakien demande une révision des traités signés en 1975, ce que refuse le gouvernement iranien. En 1980, Bagdad prend l’initiative militaire : il veut récupérer le Chatt-el-Arab et le Khouzistan iranien. De plus, il veut mettre un point final à la révolution islamique, qu’il juge prête à tomber et qui menace directement la stabilité du pays. Saddam Hussein voyant que les forces armées iraniennes sont affaiblies par la révolution islamique, en profite pour déclencher la guerre.

### 1980-1988: la guerre Iran-Irak
Le 22 septembre 1980, contrairement à ce que pense Saddam Hussein, l’Iran offre une résistance surprenante, et une guerre de tranchée de huit ans s’engage. L'Irak utilise pendant cette guerre des armes chimiques, mais aussi des armes plus conventionnelles. Le conflit change certaines alliances établies depuis très longtemps au Proche-Orient. Le 7 juin 1981, vers 17 h 30, a lieu l'opération Opéra : l'aviation israélienne avec quatorze chasseurs bombardiers F-16 Falcon détruit le réacteur nucléaire irakien Osirak en cours de construction avec l'aide de la France, ainsi que les laboratoires et le réacteur nucléaire irakiens situés à Al Tuwaïtha, à une vingtaine de kilomètres de Bagdad. Il s'agissait d'un réacteur expérimental acheté en France par l'Irak, et géré grâce à la collaboration ouverte de la France et de l'Italie, et aussi grâce à la non-hostilité des États-Unis.
Les 17 et 18 mars 1988, Saddam Hussein ordonne à l’armée d’utiliser l’arme chimique contre la ville kurde de Halabja. Le 18 juillet 1988, Téhéran accepte la résolution de l’ONU sur le cessez-le-feu et le retour aux frontières. Le 8 août 1988, l'annonce officielle de la fin de la guerre est émise. Le conflit a fait un million de morts et des centaines de milliers de blessés.

### 1990-1991: la guerre Irak-Koweït, guerre du Golfe
Au cours de l’été 1990, les finances de l'État sont au bord de la banqueroute. Le Koweït exige le remboursement immédiat de la dette contractée par l’Irak et commence à se rembourser en exploitant le gisement de Rumaila qui s’étend sur les deux territoires. Il porte ainsi préjudice à l’Irak, sorti de la guerre avec une dette extérieure de plus de 70 milliards de dollars, dont 40 dus au Koweït et à l'Arabie saoudite. Saddam Hussein pense sortir de l’impasse en se « ré-annexant » le territoire koweïtien qui, sur la base des frontières tracées en 1922 par le proconsul britannique Sir Percy Cox, barre l’accès de l’Irak au Golfe. Washington laisse croire à Bagdad qu’il veut rester en dehors du contentieux ; l’ambassadrice des États-Unis à Bagdad, April Glaspie, assure à Saddam Hussein que les États-Unis désirent avoir les meilleures relations avec l’Irak et n’entendent pas interférer dans les conflits inter-arabes. L'Irak envahit le Koweït. Commence alors la guerre du Golfe, menée sous l'égide de l'ONU. Des insurrections éclatent dans plusieurs régions chiites étalées dans le temps. L’ONU vote un embargo qui dura douze ans. Selon un rapport du Conseil économique et social des Nations unies, il cause entre 500 000 et 1,5 million de morts, dont une majorité d'enfants. Cependant ces chiffres sont contestés ; l'ONU réfute par la suite ses propres enquêtes qui, selon un rapport du London School of Economics — rédigés par les chercheurs Tim Dyson et Valerie Cetorelli et publié en août 2017 — se basaient sur des bilans fournis et manipulés par le gouvernement irakien.
Le 8 août 1990, l’Irak occupe le Koweït : Premières sanctions de l’ONU, conduisant à un embargo et à une coalition de plus de trente pays contre Bagdad.
Le 17 janvier 1991, « Tempête du désert » : la coalition internationale, à la demande de l'ONU, intervient militairement en Irak et au Koweït. Objectif : la destruction du potentiel militaire et de l'infrastructure économique de l'Irak, ainsi que l'évacuation du Koweït. Pendant 43 jours l’aviation américaine et alliée effectue, avec 2 800 avions, plus de 110 000 sorties, larguant 250 000 bombes, dont celles à fragmentation qui diffusent 10 millions de sous-munitions, quantitativement autant que l'Allemagne pendant toute la Seconde Guerre mondiale. À la suite de ces bombardements, des milliers de familles sont forcées de fuir le pays. Plus de 12 000 soldats irakiens ont été tués et 3 500 victimes civiles ont péri sous les bombardements. Le 26 février 1991, Saddam Hussein annonce son retrait du Koweït. Les combats cessent le 28 février.

### Après-guerre
Le 3 avril 1991, la résolution 687 du Conseil de sécurité de l'ONU fixe un cessez-le-feu définitif et impose à l'Irak, notamment, l'élimination de toutes ses armes de destruction massive. Création de la Commission spéciale des Nations unies chargée du désarmement, l'Unscom. Le 5 avril 1991, après l'insurrection kurde dans le Nord irakien et chiite dans le Sud, le Conseil de sécurité adopte la résolution 688 qui condamne la répression des populations civiles irakiennes et appelle à une aide humanitaire. Le 20 décembre 1991, L'ONU décide de maintenir l'embargo total contre l'Irak.
Le 14 avril 1995, la résolution 986, dite « pétrole contre nourriture », autorise Bagdad pour des raisons humanitaires à procéder à des ventes limitées de pétrole. En octobre 1998, Bagdad décide de rompre totalement la coopération avec l'Unscom, affirmant qu'il n'a plus aucun espoir de voir l'ONU recommander une levée des sanctions. Bill Clinton lance en décembre, et sans mandat de l'ONU, l'opération Desert Fox pour obliger Bagdad à coopérer. Dans les années suivantes, les États-Unis et la Grande-Bretagne lancent des opérations quotidiennes dans les zones d'exclusion aérienne.

### 2003: la guerre d'Irak, seconde guerre du Golfe
Le 20 mars 2003 : l’Irak est attaqué par une coalition alliée des États-Unis et du Royaume-Uni, sans mandat de l'ONU et soutenue par plusieurs dizaines de pays dont le Japon, la Corée du Sud, la Pologne, l’Espagne et l’Italie. Le régime de Saddam Hussein est renversé trois semaines après l’entrée des troupes de la coalition dans le pays. Cette deuxième guerre du Golfe s’achève officiellement le 1er mai 2003. Le pays est ensuite occupé par la coalition.

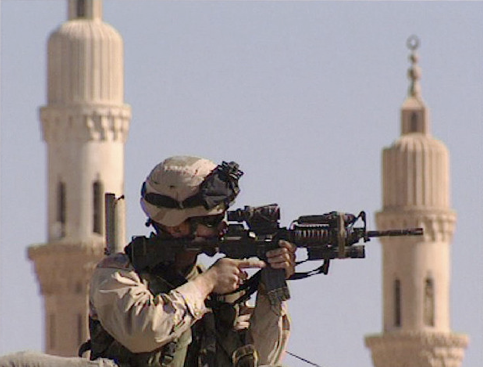
Un soldat américain à Falloujah en 2003.

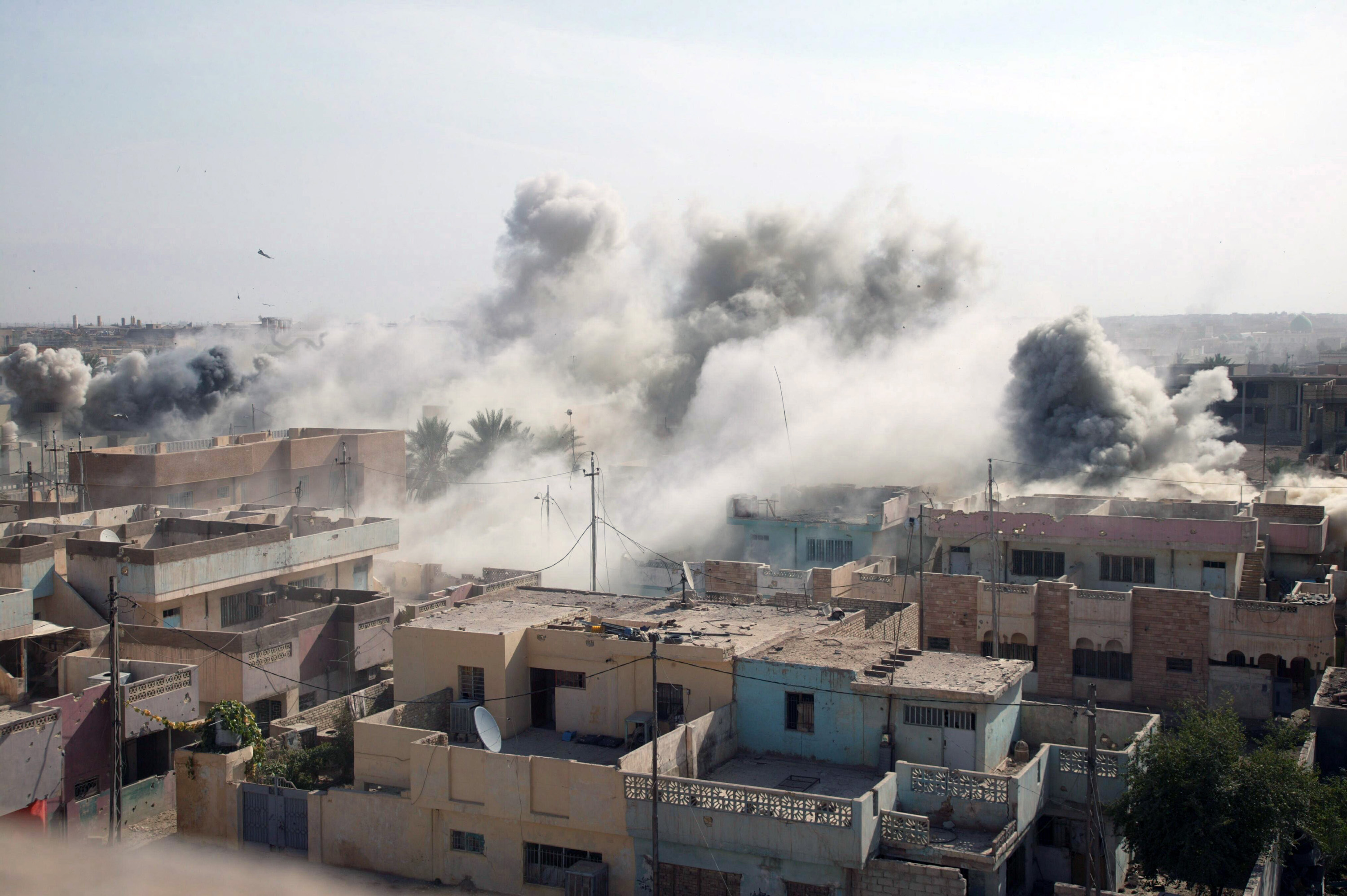
Bataille de Falloujah.

Le 28 juin 2004 : le pouvoir a été remis entre les mains d’un gouvernement intérimaire, au pouvoir inexistant, dirigé par Iyad Allaoui. Ce transfert concerne aussi bien l'autorité civile que militaire. Les troupes de la coalition doivent « demander » l'autorisation du gouvernement irakien avant toute opération militaire offensive ; toutefois, seule l'armée américaine et, jusqu'en 2007, les troupes britanniques, participent à de telles opérations. (Tous les contingents étrangers en Irak, à l'exception de celui des États-Unis et, à une certaine époque, du contingent britannique, ne peuvent se servir de leurs armes qu'en état de « légitime défense »).
Le 30 janvier 2005 ont lieu les premières élections réellement démocratiques de l'histoire du pays, dans un climat de terreur. Les chiites et kurdes d’Irak se sont malgré tout massivement rendus aux urnes, malgré des menaces terroristes. Le 6 avril 2005, l’Irak s'est choisi pour la première fois de son histoire un président kurde, Jalal Talabani.
Le 22 février 2006,, un attentat contre le sanctuaire Al-Askari à Samarra, un des hauts lieux saints du chiisme irakien, provoque une vague de représailles et le début de la première guerre civile irakienne, entre les groupes insurgés sunnites et chiites.
Le 30 décembre 2006, Saddam Hussein est exécuté à Bagdad, le jour de l'Aïd al-Adha par pendaison pour crimes contre l'humanité, à la suite d'une procédure judiciaire, « supervisée » ou « dirigée » par les autorités américaines (le procès se déroula sans avocat pour l'accusé, les trois avocats devant assurer sa défense ayant tour à tour été assassinés dans les premiers jours du procès, et Saddam Hussein ayant refusé les avocats commis d'office qui lui avaient alors été proposés en remplacement par le Tribunal spécial irakien). Ces deux « incidents », s'ajoutant à celui de la diffusion des photographies de Saddam Husein que les Américains avaient prises lors de sa « capture » et qui avaient été « très diversement perçues » en Irak, ont beaucoup contribué à déterminer l'attitude finale des sunnites vis-à-vis de l'occupant et du nouveau régime).
Des années après la fin officielle de la guerre, le gouvernement de l’Irak est très fragile. Les violences sont quotidiennes, résultant des attaques de soldats et de convois de l'armée américaine par des insurgés, de la guerre civile entre les chiites, sunnites baasistes et les sunnites salafistes, et entre le pouvoir en place et des groupuscules islamistes qui opéreraient actuellement en Irak, tels qu'Ansar al-Sunna (en), ou Al-Qaïda.
À partir de fin 2008, les États-Unis se désengagent progressivement en finançant notamment les milices sunnites Sahwa afin d'affronter l'État islamique d'Irak et commencent à se retirer à partir du 30 juin 2009, date à laquelle la première guerre civile irakienne prend fin,.
Les violences enregistrent une nette diminution : 2010 serait l'année la moins meurtrière pour les civils irakiens 3 976 morts depuis le début de la guerre. À Bagdad, où l'on enregistrait en moyenne un attentat toutes les deux semaines en 2006 ou en 2007, les attaques terroristes se font moins fréquentes, même si la communauté chrétienne a connu un « décembre noir » en 2010. Même si les menaces d'attentats ou de kidnappings planent toujours sur la capitale irakienne, les fêtards s'enhardissent de plus en plus tard dans les rues, en dépit des couvre-feux.
Le 18 décembre 2011, les derniers soldats américains quittent l'Irak, mettant fin à la guerre d'Irak. Ne reste qu'un contingent chargé de protéger l'ambassade américaine, et une centaine d'instructeurs pour l'armée irakienne. Faute d'accord d'immunité avec le gouvernement irakien, aucune force antiterroriste ne reste sur place.
L’échec des négociations avec le premier ministre Nouri al-Maliki sur l'immunité des soldats américains font que le Pentagone a abandonné l'idée d'une force antiterroriste permanente sur le sol irakien.

### 2013: la seconde guerre civile irakienne
Le 30 décembre 2013, une insurrection de tribus sunnites éclate dans la province d'Al-Anbar et engendre la seconde guerre civile irakienne,. Des djihadistes créent l'État Islamique (EI) à cheval sur l'est de la Syrie et l'ouest de l'Irak et persécutent des chrétiens et des yézidis qui sont obligés de fuir au Kurdistan.

### À partir de 2018
Les tensions sont toujours extrêmement présentes surtout à cause du conflit entre la Turquie et les Kurdes ou de Daech qui organise toujours des guérillas et des attentats. En janvier 2021, un attentat perpétré par deux kamikazes sur un marché de Bagdad fait 32 morts. L’armée turque mène régulièrement des opérations militaires terrestres et aériennes dans le Nord de l’Irak, notamment contre les grottes utilisé par le PKK en dépit de la souveraineté de l’Irak. En juillet de la même année, un autre attentat revendiqué par Daech à la veille de l’Aïd, fait au moins 36 morts, en majorité des femmes et des enfants, à Sadr City banlieue populaire de la capitale ; fief du puissant leader chiite Moqtada Sadr. Officiellement vaincu, l'État islamique conserve des cellules toujours présentes dans le pays, notamment dans les zones montagneuses et désertiques, et revendique ces attaques ponctuelles.
Selon un rapport onusien publié début 2021, l'organisation djihadiste continue de mener une insurrection soutenue de part et d'autre de la frontière entre l'Irak et la Syrie. Dans ces deux pays, l'organisation djihadiste conserverait « en tout 10 000 combattants actifs ».
En 2023, le poids des milices paramilitaires reste prépondérant. Il y a environ 80 milices importantes dans le pays, réunies dans une coalition nommée le Hachd al-Chaabi « Unités de mobilisation populaire ». Elles émargent au budget du ministère de la défense et sont payées par l'État irakien. Chaque milice contrôle un territoire y compris l'activité économique afférente

## Politique

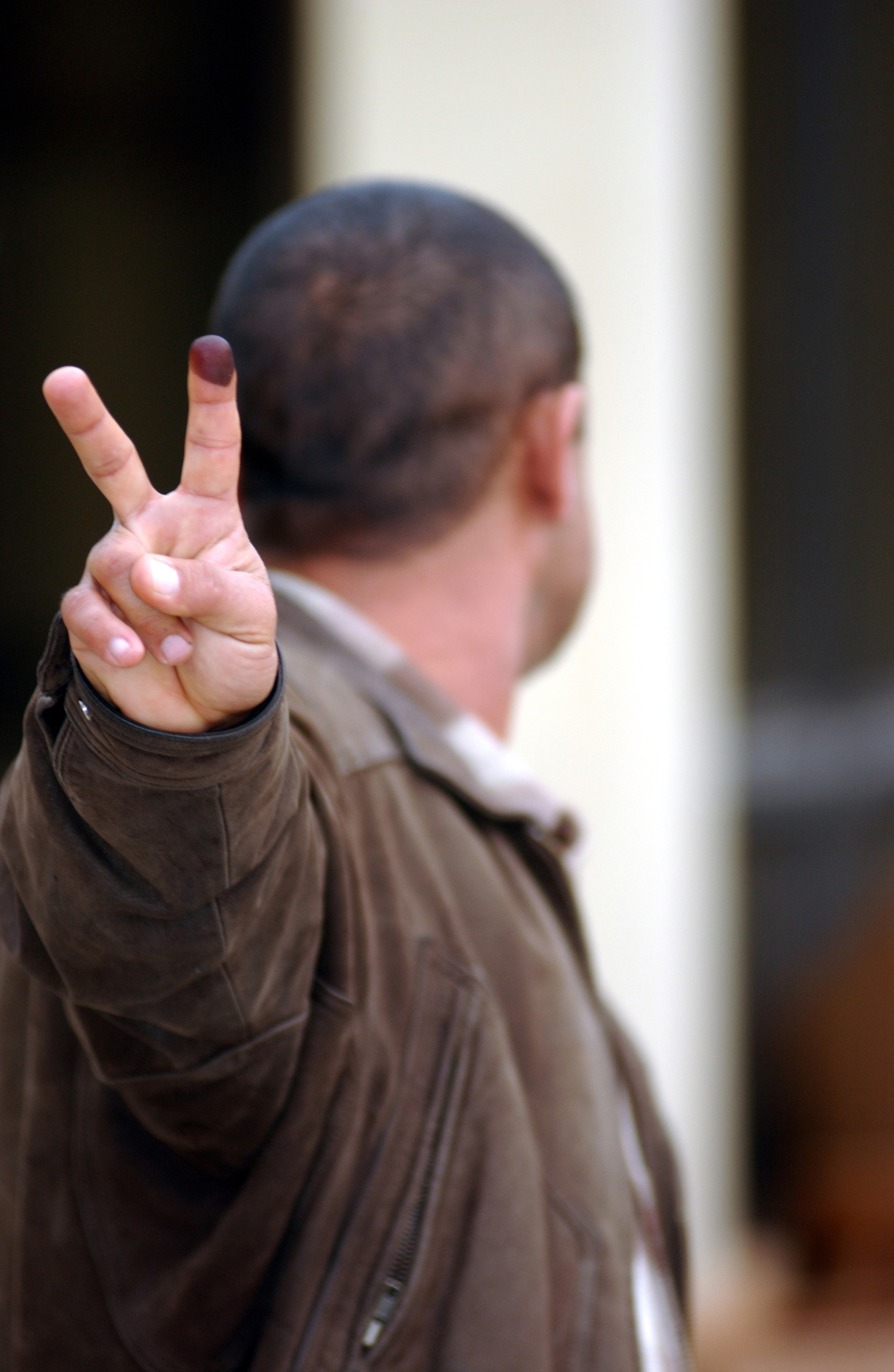
Un Irakien faisant le signe de la victoire en montrant son doigt marqué par l'encre indélébile, en janvier 2005.

Jusqu'en 2003, l'Irak était officiellement une république depuis le début des années 1960, gouvernée par Saddam Hussein depuis le 16 juillet 1979.
L'attaque menée par les États-Unis et le Royaume-Uni soutenue par plusieurs dizaines de pays a entraîné le renversement du gouvernement de Saddam Hussein et la présence des armées étrangères coalisées.

### Gouvernement provisoire
D'avril 2005 à mai 2006, le pouvoir est détenu par le gouvernement de transition dirigé par le chiite Ibrahim al-Jaafari. Jalal Talabani, le nouveau président irakien intérimaire, est un important dirigeant kurde, favorable à la scission de l'Irak en trois entités distinctes, idée considérée comme totalement inacceptable par la minorité sunnite. Les chiites ont toutefois une position intermédiaire, préférant quant à eux créer un État fédéral.

### Élections législatives de janvier 2005
Le scrutin du 30 janvier 2005 proposait l'élection d'une assemblée nationale constituante, composée de 275 sièges. La journée du vote fut marquée par des attentats ayant tué 36 personnes dont 30 civils. Le taux de participation s'établit à 58 % (8 456 266 votants).
La Commission de rédaction de la Constitution, qui a écrit la loi fondamentale de l'Irak avant le 15 août 2005, réunit 55 membres dont 25 sunnites. Elle est proposée à l'approbation du peuple le 15 octobre 2005 : 61 % des citoyens ont participé à cette consultation démocratique, malgré les tentatives d'intimidation qui ont fait quatre morts dans tout le pays. Les résultats sont connus le 24 octobre 2005 : la Constitution est acceptée par 78 % des suffrages exprimés.

### Élections législatives de décembre 2005
Une fois la constitution approuvée, l'élection de la chambre basse (Conseil des représentants), en décembre 2005 devait mettre en place une assemblée nationale permanente et un gouvernement qui ne soit plus de transition.
Les élections de décembre 2005 sont marquées par la victoire de l'Alliance irakienne unifiée, avec un taux de participation de près de 80 %. En mai 2006, Nouri al-Maliki est investi Premier ministre à la tête d'un gouvernement de coalition. Le mandat des députés est de 4 ans et devait se terminer fin 2009.

### Élections législatives de 2010
Les élections législatives de 2010 sont marquées par un taux de participation de près de 63 %, malgré des menaces d'attentats contre les bureaux de vote, et une série d'attentats faisant 40 morts le jour du scrutin. Les résultats montrent l'importante remontée des sunnites par la victoire de la coalition laïque du Mouvement national irakien (25,8 %), suivie de près par la Coalition de l'État de droit du Premier ministre Nouri al-Maliki (25,7 %), et le déclin relatif de l'Alliance irakienne unifiée (19 %).

## Géographie

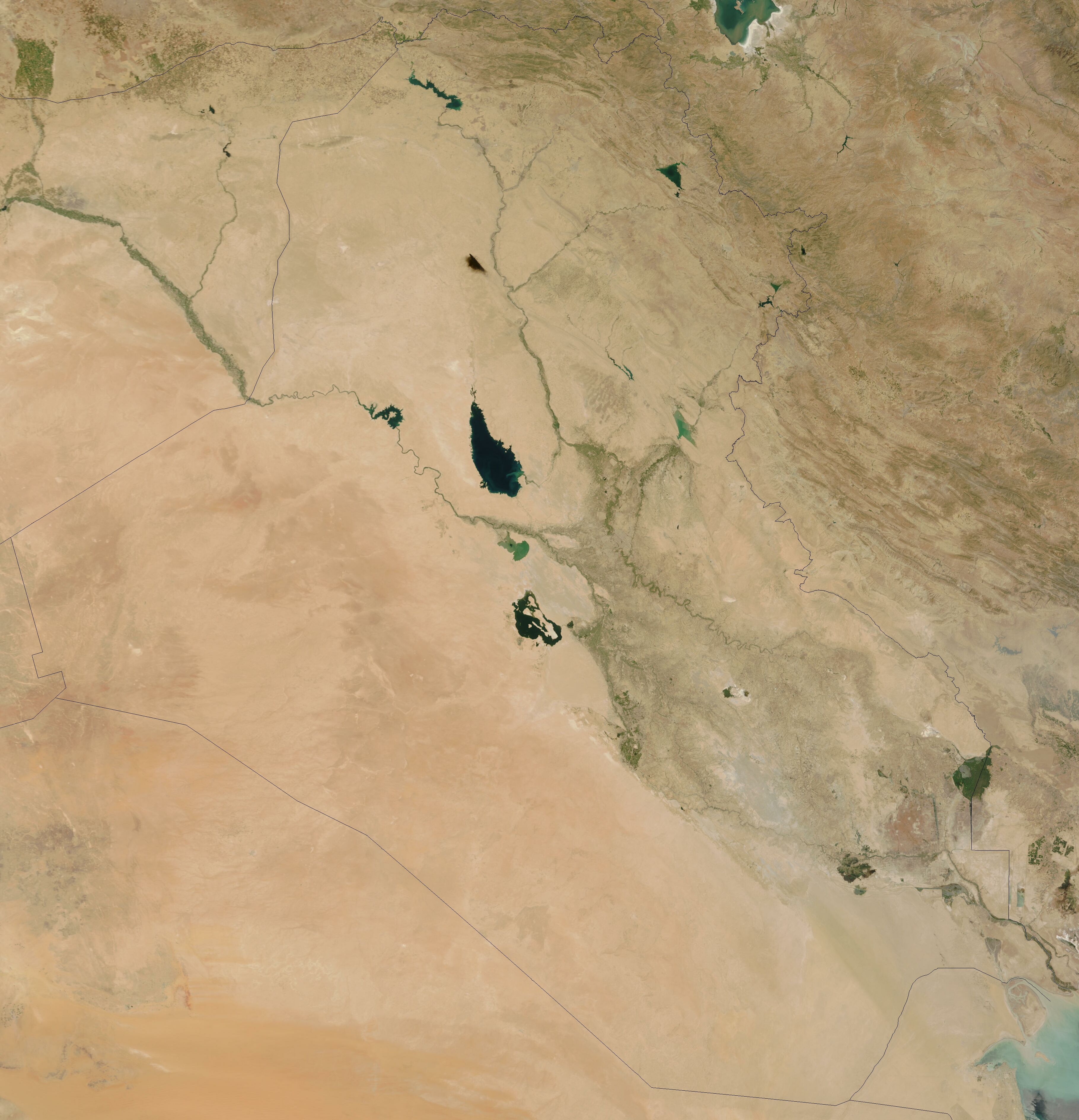
Image satellite de l'Irak en septembre 2003.

D’une superficie de 437 052 km2 (dont 4 910 km2 d'eau), il partage ses frontières terrestres de 3 650 km avec la Turquie (352 km), l’Iran (1 458 km), le Koweït (240 km), l’Arabie saoudite (814 km), la Jordanie (181 km) et la Syrie (605 km).
L’Irak est majoritairement composé de plaines désertiques dans la partie occidentale du pays, fertiles à l’est de l’Euphrate et du Tigre ; des marais bordent, au sud, la frontière iranienne ; une zone de montagnes s’étend au nord-est le long des frontières avec la Turquie et l’Iran.
Le climat est désertique à l’ouest, chaud et humide dans la partie est. Le Nord possède un climat montagnard avec des hivers froids et enneigés et des étés cléments du fait de l’altitude.
Le pays est dominé par la vaste plaine de la Mésopotamie où coulent, en direction du Golfe persique, le Tigre (1 718 km dont 1 419 en Irak) et l'Euphrate (2 330 km dont 1 200 en Irak).
Le Nord est occupé par les hautes montagnes du Kurdistan qui, avec des sommets dépassant ou approchant les 3 000 mètres (Cheekha Dar, Halgurd, Shax-î Ḧesarost, ce dernier atteignant 2 874 mètres) prolongent le Taurus turc ou le Zagros iranien.
Les plateaux steppiques s'abaissent en pente douce vers la Mésopotamie. Aux confins de la Turquie et de la Syrie, le plateau de la Chamiyé est coupé par l'Euphrate qui est bordé par des talus abrupts ('irâq). En aval de Hit et de Samara, les vallées du Tigre et de l'Euphrate forment une large plaine alluviale : la Mésopotamie proprement dite. Aux environs de Bagdad, les deux fleuves se rapprochent puis s'étalent dans une basse plaine marécageuse, avant de former le Chatt-el-Arab débouchant sur le Golfe persique par un vaste delta. La violence des crues a rendu nécessaire la construction de barrages qui distribuent les surplus d'eau par exemple vers le lac Habbaniyya, vers des dépressions, des réservoirs artificiels, des canaux, afin de mettre villes et campagnes à l'abri des inondations.
L'Irak est vulnérable face au changement climatique. Une augmentation d’un mètre du niveau des mers forcerait à l’exil les deux millions d’habitants de Bassorah, tandis qu’une augmentation de trois mètres irait jusqu’à 150 kilomètres à l’intérieur des terres et submergerait des millions d’autres personnes dans un marais géant. La Banque mondiale prévoit une baisse de près de 10 % des précipitations annuelles d’ici 2050, ce qui aggraverait les problèmes d’évaporation et ferait basculer l’Irak de la précarité dans une véritable crise de l'eau.
Bien que connu pendant des siècles comme faisant partie du « Croissant fertile », avec ses riches civilisations arrosées par le Tigre et l'Euphrate, le pays a vu la situation de l'eau se dégrader en raison des changements climatiques, de sa mauvaise gestion et de la pollution. Le débit des fleuves irakiens a chuté de 1 350 m3/s en 1920 à moins de 150 m3/s en 2020. La construction de barrages en amont par la Turquie et l'Iran a coupé l'approvisionnement en eau de ces rivières vitales et de leurs affluents, tout en donnant à Ankara et à Téhéran un pouvoir considérable sur leur voisin. Plus de 90 % de l'eau irakienne provient de l'extérieur du pays. Le contrôle de ce qui reste d'eau alimente les tensions internes en Irak, les barrages et réservoirs locaux étant de plus en plus l'objet de l'attention des groupes armés.
Le Groupe d'experts intergouvernemental sur l'évolution du climat (GIEC) prévoit une augmentation des températures moyennes de 2° Celsius au cours des prochaines années. Les incendies et les tempêtes de sable et de poussière sont de plus en plus fréquents dans le pays.

## Administration

### Provinces
1. Bagdad
2. Salah ad-Din
3. Diyala
4. Wasit
5. Maysan
6. Al-Basra
7. Dhi Qar
8. Al-Muthanna
9. Al-Qadisiyya
10. Babil
11. Karbala
12. An-Najaf
13. Al-Anbâr
14. Ninive
15. Dahuk
16. Erbil
17. Kirkouk (At-Tâ'mîm)
18. As-Sulaymaniya
19. Halabja

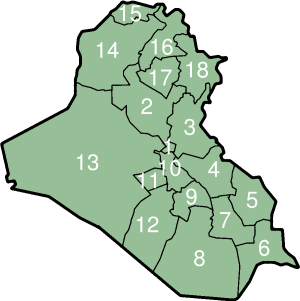
Provinces d'Irak avec leur numéro.

Cette liste de subdivisions a été établie en 1976.

### Principales villes

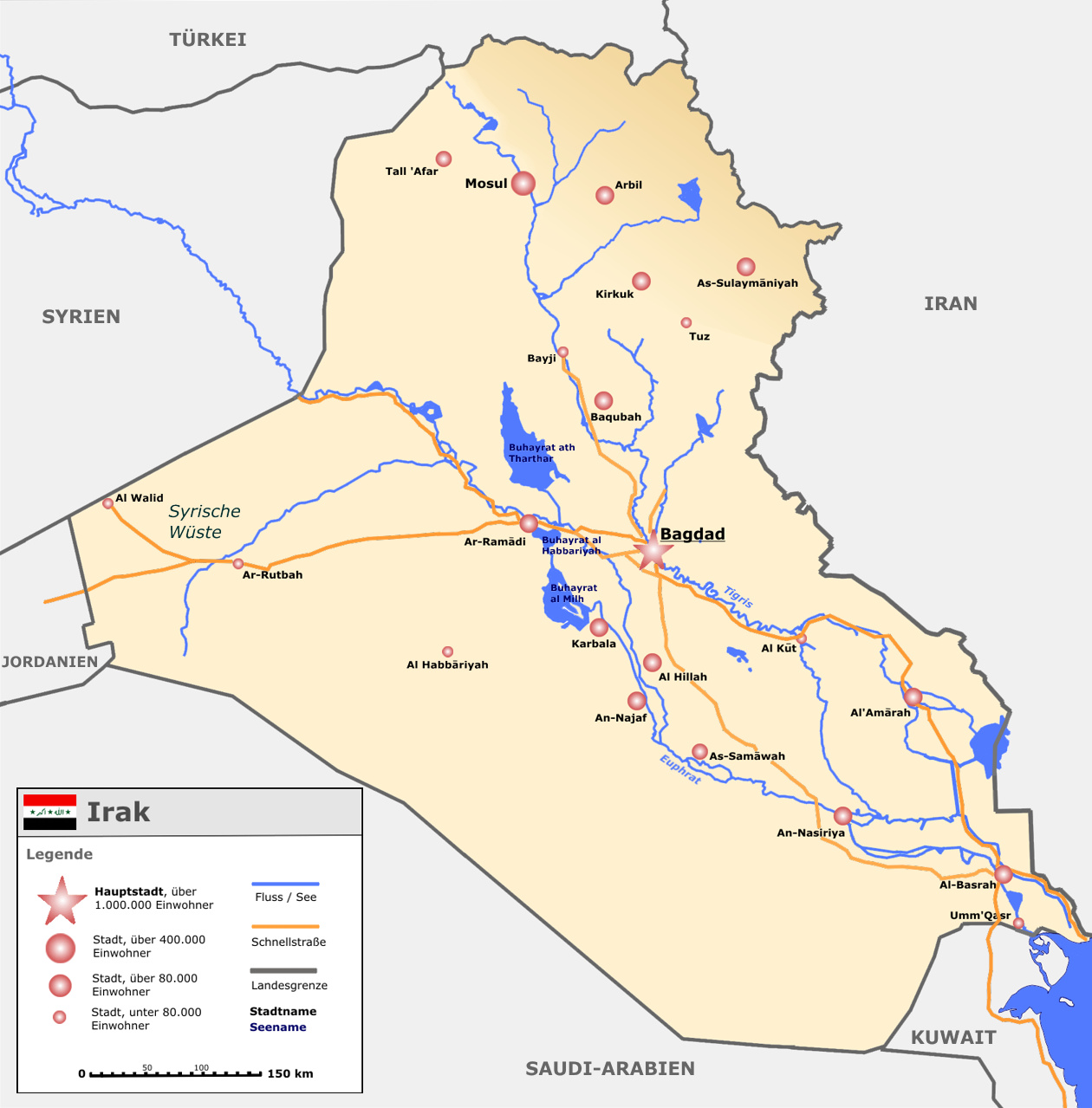
Carte des villes de l'Irak.

- Erbil
- Baaquba
- Bagdad
- Bayjî
- Bassorah
- Dohuk
- Falloujah
- Kerbala
- Kirkûk
- Mossoul
- Nadjaf
- Nassiriya
- Samarra
- Sulaymaniya

## Économie

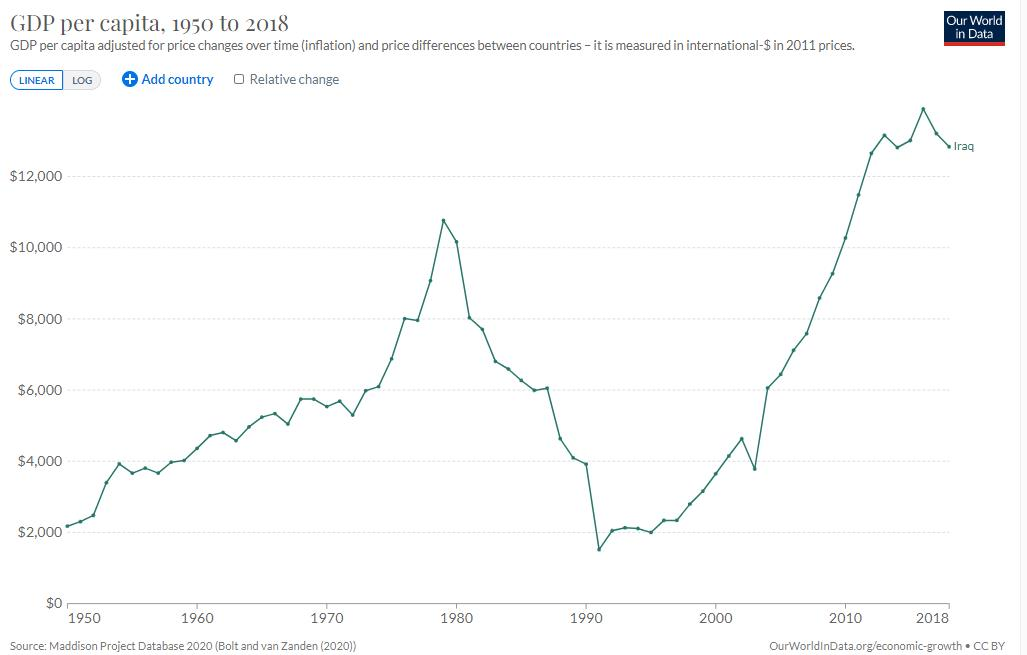
Évolution historique du PIB par habitant de l'Irak

Le PIB par habitant s’élève en 2017 à 4 990 dollars, contre 7 000 dollars en 1990.
L'économie du pays a surmonté les conséquences immédiates de l’invasion et connaît, après l'effondrement total de celle-ci en 1991, davantage aggravée par l'embargo, une croissance prometteuse, malgré les innombrables difficultés actuelles avec 17 % de croissance en 2005 et une estimation de 13 % de croissance en 2006 :
- 18,4 milliards de $ de produit intérieur brut et un revenu par habitant de 780 $ en 2002
- 25,7 milliards de $ de PIB en 2004, 949 $ par habitant
- 29,3 milliards de $ de PIB en 2005
- ~ 47 milliards en 2006 de PIB, 1 635 $ par hab.
- Une projection de 71 milliards $ de PIB en 2008 avec un revenu de 2 319 $ par hab.

Le nombre d'entreprises privées en Irak est passé de 8 000 en 2003 à 35 000 en 2006, bien que le taux de chômage n'ait pas sensiblement varié (plus de la moitié des Irakiens sont soit au chômage, soit en sous-emploi). Une moyenne de 60 sociétés est créée chaque semaine.
Le pétrole est la principale ressource du pays, avec une production en novembre 2006 de 2,05 millions de barils par jour, malgré l'insécurité ; soit : 41 milliards de dollars de revenus pétroliers et des concessions étrangères pour 2006. Ceci fait alors de l'Irak le sixième plus gros producteur au sein de l'OPEP. En 2008 la production a retrouvé son niveau du temps de l'embargo (2,4 millions de barils par jour en mars, et 2,9 millions espéré fin 2018). En 2004, ses réserves estimées étaient de 115 milliards de barils (chiffres suspects selon quelques spécialistes (voir Pic pétrolier). Classé quatrième après l'Arabie saoudite, le Venezuela et l'Iran en termes de réserves, ce pays a pris la deuxième place au palmarès des producteurs OPEP pendant la décennie 2010, derrière l'Arabie saoudite, mais devant l'Iran et les Émirats.
Début 2019, selon l'AIE le pays est 5e producteur et exportateur mondial, et le 2e producteur au sein de l'OPEP. Sa capacité de production serait de 4,6 Mb/j, mais en mars 2019, seuls 3,4 Mb/j ont été exportés, afin de soutenir le cours du pétrole (qui pourrait aussi remonter à cause des sanctions américaines sur le pétrole iranien). Toujours selon l'Agence, si les investissements étrangers se font, si une stabilité géopolitique du pays le permet et que le pays gère ses pénuries d'eau, il pourrait devenir en 2030 le 4e producteur mondial de pétrole en produisant alors environ 6 millions de barils/jour, dont 4,4 destinés à l'export.
Sa population adopte rapidement et avec enthousiasme les techniques de communication modernes, également utilisées par les insurgés et les terroristes (4,5 millions d’abonnés au téléphone – fixe et mobile – en août 2005 contre 833 000 avant l’invasion ; 147 000 abonnés à Internet en mars 2005 contre 4 500 en 2002 ; 7,1 millions de téléphone portable fin 2006).
Il y a toujours un énorme fossé entre la demande et la production d'électricité (5 000 mégawatts produits pour 9 200 demandés en 2006 ; 6 020 MW produits en mai 2009) avec l'immense augmentation de cette dernière depuis 2003, date à laquelle cette production était pratiquement tombée à zéro par suite des bombardements alors qu'elle était de 4 000 MW avant guerre. En 2023, un tiers de l'électricité irakienne vient d’Iran.
Le chômage touche en 2006 officiellement de 13,4 à 18 % de la population, et le sous-emploi en touche encore 30 % ; cela pousserait un nombre non négligeable d'Irakiens à travailler plus ou moins régulièrement pour différents groupes armés, indépendamment de leurs propres convictions politiques (les membres permanents de ces groupes armés ne réaliseraient pratiquement pas d'actions à caractère militaire ou terroriste par eux-mêmes, étant avant tout des « financiers », la location des armes et la vente des munitions se faisant pas d'autres réseaux, moins « nobles », susceptibles d'alimenter dans certains cas des factions rivales, ce qui rendrait la détection et le démantèlement de ces réseaux extrêmement difficiles ; l'importance exacte de cette « économie souterraine » n'est pas connue).
Malgré la rente pétrolière, près d'un Irakien sur quatre vit sous le seuil de pauvreté de 2,20 dollars par jour.[Quand ?]
L'inflation elle est passée de 32 % en 2006 à 17 % en 2007 et 10 % en 2008 contre 120 % en 2001.
Les lois sociales du régime baasiste n'ont pas été modifiées, à l'exception de celles qui touchent à la laïcité. La Confédération générale des syndicats, syndicat unique dans le (petit) secteur privé, a été interdite et a été remplacée dans ce rôle par la Fédération irakienne des syndicats, seule reconnue par l'État. Cette fédération est également présente dans le secteur public, bien que les syndicats y soient toujours légalement interdits. Le principal syndicat libre, interdit, est la Fédération des comités et syndicats de travailleurs d'Irak. Il existe également des syndicats de branches autonomes, également interdits, notamment chez les enseignants et dans le secteur pétrolier.
Le changement climatique, la diminution de l'accès à l'eau et les conflits armés ont généré une crise du secteur agricole, dont la production a chuté de 40% entre 2014 et 2021. Les estimations du gouvernement indiquent que le changement climatique a également causé la perte de 75 % du bétail (moutons, chèvres et buffles).
En 2022, l'Irak est classé en 131e position pour l'indice mondial de l'innovation.

## Démographie

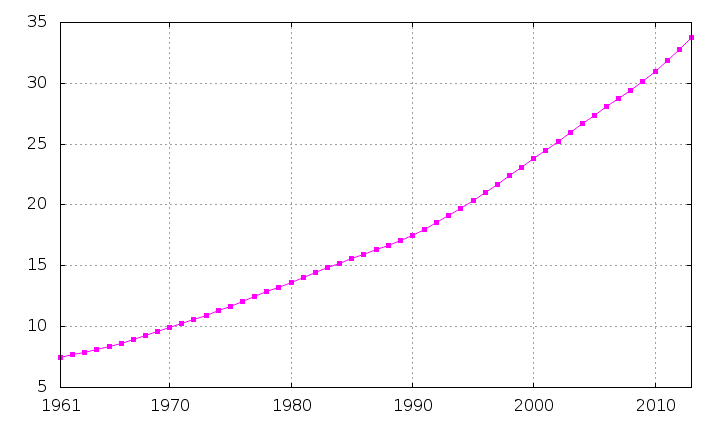
Évolution de la démographie entre 1961 et 2003 (chiffre de la FAO, 2005). Population en millions d'habitants.

La population de l'Irak lors de sa création en 1920 est estimée à 3 millions d'habitants, les estimations actuelles sont 38 146 025 habitants en juillet 2016 selon le The World Factbook de la CIA. En 2009, le Fonds monétaire international estimait sa population à 31 234 000.
- Arabes (88 %) (sunnites : 17 %, chiites : 77 %, minorité chrétienne)
- Kurdes (11 %, sunnites en majorité et minorité yézidie)[67]
- Turkmènes, Assyriens et autres (1 %)

Un recensement devait avoir lieu en octobre 2009 (le premier depuis 22 ans) mais il a été reporté à une date ultérieure non précisée.

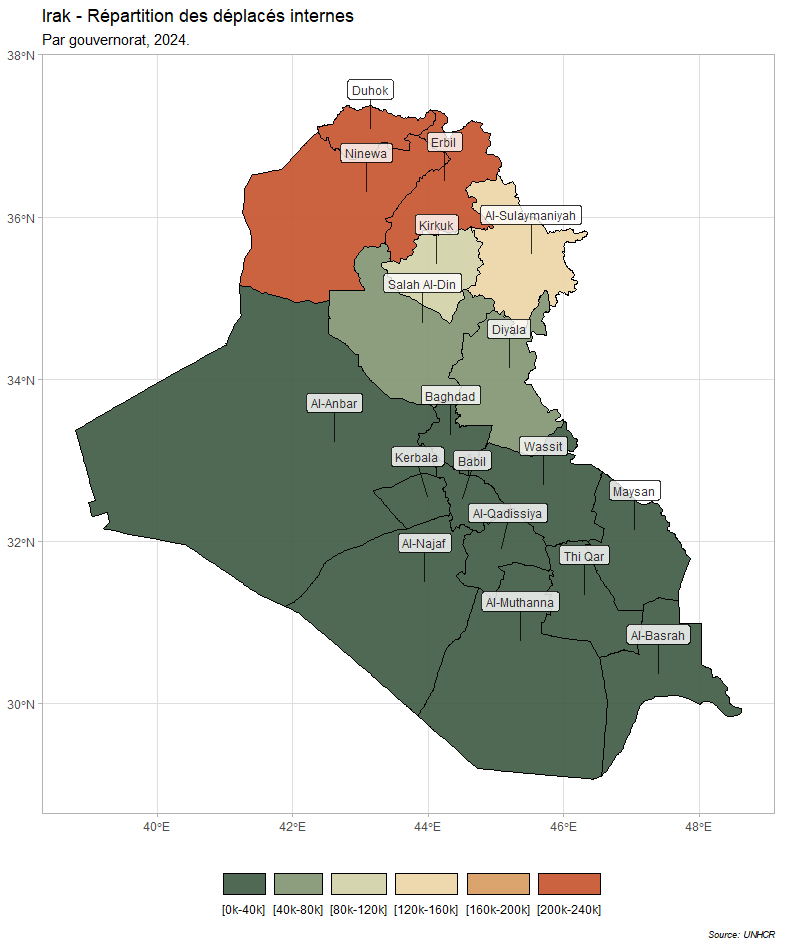
Répartition des déplacés internes [https://data.unhcr.org/en/country/irq

Le nombre d'Irakiens ayant quitté leur pays à la suite de la guerre d'Irak (depuis 2003) est estimé à deux millions début 2007, même chiffre pour l’ambassade de France au Danemark (1,8 million fin 2006).
En 2024, l'UNHCR compte 1 098 913 déplacés intérieurs répartis en large majorité au nord du pays, dans les gouvernorats de Ninewa, Duhok et Erbil (voir carte ci-contre).
Parmi les ethnies minoritaires : Afro-Irakiens, Ajam (Perses), Arabes des marais, Arméniens, Assyriens, Baha'is, Bédouins, Chaldéens, Chrétiens arabes, Circassiens, Doms, Juifs, Kaka'is, Kurdes, Kurdes Feylién, Lors, Mandéens, Palestiniens, Roms, Sabéens, Shabaks, Turkmènes, Yezidis, etc.

### Religions

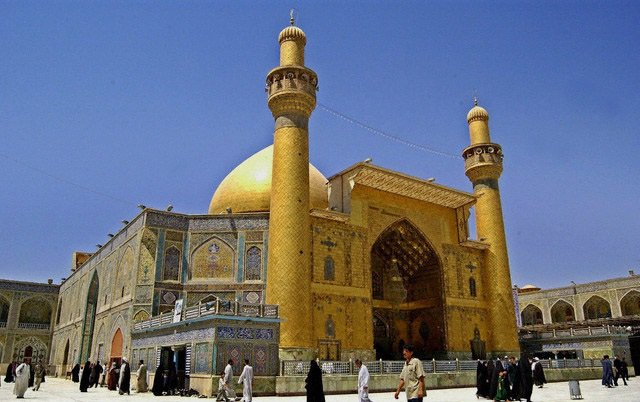
Mausolée de l'imam Ali.

L'Irak est un pays majoritairement musulman. Les chiites constituent plus de la moitié de la population (55%), et sont présents surtout dans le sud et dans le quartier de Sadr City à Bagdad. Le représentant le plus important de la communauté chiite est l'ayatollah Ali al-Sistani particulièrement influent depuis le renversement du gouvernement de Saddam Hussein.
Les sunnites sont présents quant à eux dans le centre (région de Bagdad ainsi qu'en Assyrie), auxquels il faut rajouter des groupes plus ou moins nombreux yézidites et mandéistes.
Les chrétiens (notamment la communauté chaldéenne), estimés à plus d'1 million avant 2003, sont depuis l'objet de nombreuses persécutions, et les deux tiers d'entre eux ont émigré dans la décennie suivante, la tendance se poursuivant avec l'émergence de l'État islamique. Ainsi, alors qu'ils étaient 1,5 million sous la présidence de Saddam Hussein, ils ne seraient plus que 150 000 en 2024.
Les Yézidis étaient environ 550 000 avant 2016, mais avec le passage de l'État islamique, 100 000 se seraient exilés en d'autres pays, et environ 10 000 seraient portés disparus. De nos jours, les Yézidis seraient environ 430 000 en Irak, surtout dans le Sinjar, au Kurdistan. Avant 2003, sous le régime de Saddam Hussein, il était difficile d'avoir des estimations sur le nombre de Yézidis en Irak. Le chiffre de 60 000 Yézidis pratiquants circulaient régulièrement, mais le régime de Saddam Hussein indiquait des chiffres très bas. Il avait indiqué, par exemple, qu'il ne restait plus que moins de 3 500 adeptes du yézidisme en Irak : cette estimation était cependant jugée peu crédible. Avec l'arrivée de l'armée américaine, en 2003, lors de la seconde guerre du Golfe, et l'installation d'un régime démocratique en Irak, il sera avéré, après de nombreuses vérifications, que les adeptes de la religion Yézidie seraient plusieurs centaines de milliers de personnes en Irak, une estimation qui surprendra les historiens, les spécialistes des religions du Moyen-Orient, etc. Il y a aussi des Baha'is, mais on ignore le nombre de croyants de ce courant religieux en Irak.[réf. nécessaire]. Il y a aussi un groupe très réduit d'Ahmadis, concentrés surtout à Bagdad, dont on ignore le nombre d'adeptes.
L’athéisme tend à progresser ces dernières années. Les agnostiques seraient aussi nombreux, du fait de la lassitude de nombreux citoyens Irakiens lassés des conflits depuis la fin des années 1970, et fatigués des querelles entre Chiites et Sunnites, des attentats des extrémistes des deux courants religieux, de l'insécurité, etc. Aussi, le pays est très marqué par l'histoire du Socialisme Arabe, depuis surtout les années 1950, et le Panarabisme, avec le parti Baath, avec des idées laïques très ancrées, qui viennent en parties du Kémalisme Turc, ce qui explique chez de nombreux Irakiens un Islam très modéré, et un rejet de l'Islam politique, comme il est appliqué en Iran, pays voisin.

## Culture
La culture irakienne est fondée sur un grand nombre de juxtapositions à la suite des apports des différentes civilisations qui se sont développées en Irak (sumériennes, assyriennes, ninivites et musulmanes, sans compter les multiples influences perses, grecques, romaines, mongoles, ottomanes, européennes, etc.) ainsi qu'une mosaïque de religions (chrétiennes, juives, et musulmanes, etc.).
L'Irak fut au cours de son histoire un carrefour exceptionnel où se créèrent et se rencontrèrent de nombreuses civilisations. Cela apporta de nombreuses superpositions de couches culturelles à cet État.

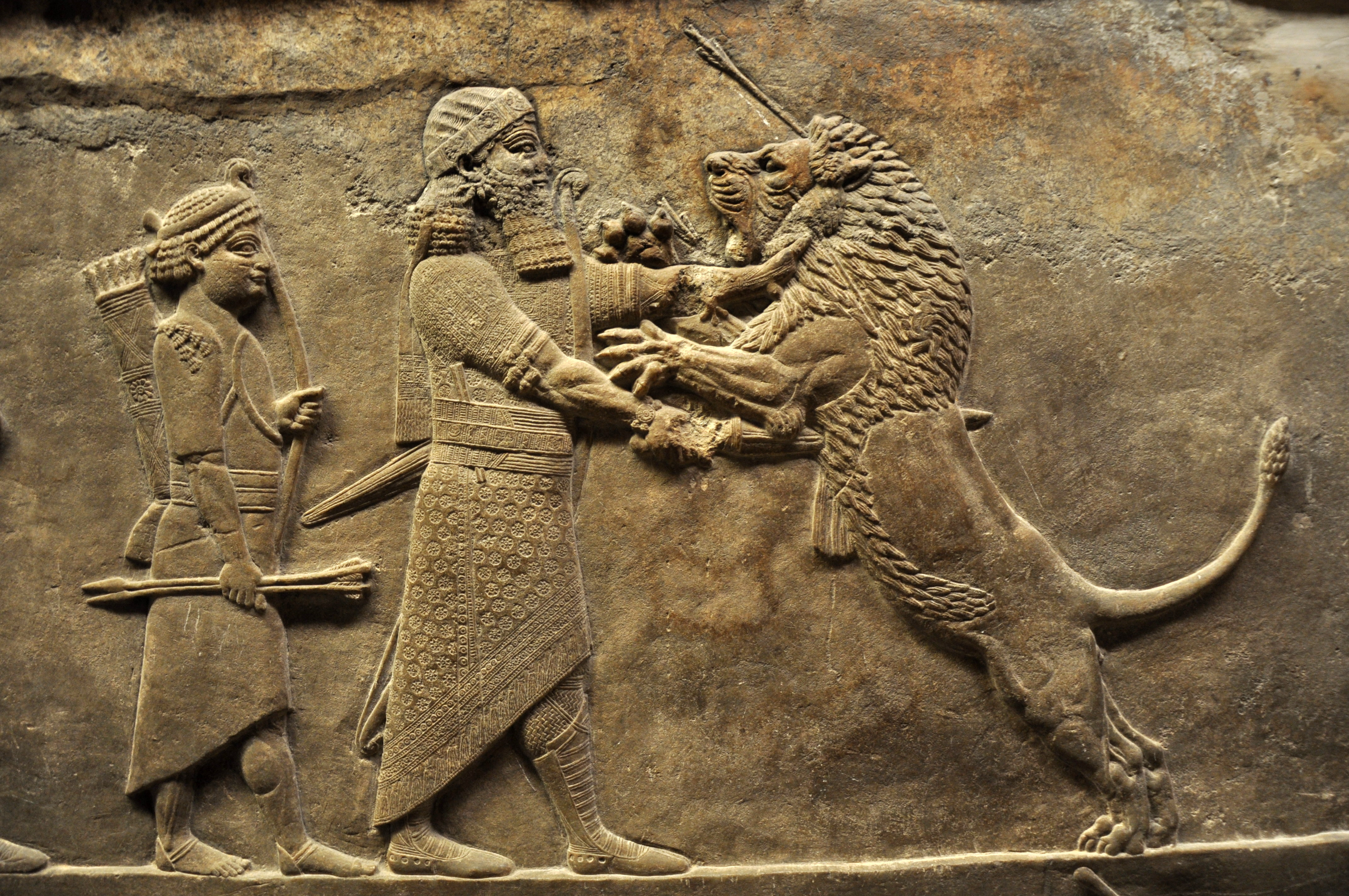
Scène de la chasse au lion du palais nord-est d'Assurbanipal.

Sa culture est donc imprégnée fortement de cette mosaïque culturelle. Nabuchodonosor II apporta une certaine forme de monothéisme. On trouve toujours en Irak des zoroastriens, traces de la lointaine présence perse. Les Arabes apportèrent la religion musulmane, etc.
La société irakienne possède différents niveaux de clivages culturels, politiques, religieux et claniques d'une très grande complexité, qu'il est au minimum indispensable de connaître pour pouvoir un peu comprendre l'évolution de la situation dans ce pays.
L'Irak moderne du XXe siècle a été très productif intellectuellement et artistiquement : œuvres de M'aruf al-Rusafi et de Jabra Ibrahim Jabra, création des Beaux-Arts par Faiq Hassan en 1939, œuvres révolutionnaires du peintre et sculpteur Jawad Saleem, architectures modernes de Rifat Chadirji, Qahtan Madfai, Qahtan Awni, Jaafar Allawi, Midhat et Ali Madhloom, etc. Creuset du modernisme au Moyen-Orient dans les années 1950, Bagdad a attiré les plus grands architectes internationaux et compte notamment aujourd'hui des réalisations de Walter Gropius, Gio Ponti, Werner March, Le Corbusier, Josep Lluís Sert. Bagdad est aussi la ville natale de l'architecte irako-britannique Zaha Hadid, figure du mouvement déconstructiviste et première femme à obtenir le prix Pritzker en 2004,,,.

## Société
L'Irak se dote en 1959, à la suite de la révolution irakienne qui a renversé la monarchie, d'un code du statut personnel (CSP) qui régit les mariages, les divorces et les héritages. Particulièrement progressiste pour l'époque, il réunit les jurisprudences sunnites et chiites, permet les unions interconfessionnelles, protège des interférences religieuses et tribales, fixe à 18 ans l’âge minimal pour se marier, limite le droit à la polygamie et reconnait une égalité partielle en matière d’héritage.
Les droits des femmes seront ensuite progressivement mis à mal. Le régime de Saddam Hussein, fragilisé par la guerre du Golfe de 1991 et l'embargo qui a suivi, pactise avec les chefs tribaux et les religieux conservateurs pour survivre. La deuxième invasion de l’Irak en 2003 par les États-Unis conduit à la création d'un système politique ethno-confessionnel et accentue les tensions religieuses. Des groupes terroristes et milices confessionnelles attaquent les droits des femmes, tandis que certaines autorités religieuses supervisent les unions et obéissent à des lois tribales qui ne respectent pas le CSP, cherchant parfois à légaliser le mariage des filles dès 9 ans.
L'usage massif de munitions à base d'uranium appauvri par les États-Unis et leurs alliés en 1991 et 2003 a fortement affecté la santé de la population irakienne. Entre 1994 et 2003, le nombre de malformations congénitales pour 1 000 naissances vivantes à la maternité de Bassorah avait été multiplié par 17, passant de 1,37 à 23 dans le même hôpital. En 2004, l’Irak présentait les plus hauts taux de leucémie et lymphome au monde.

## Enseignement

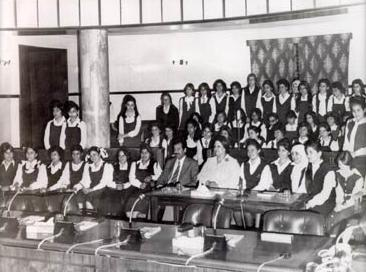
Saddam Hussein promouvant l'alphabétisation et l'éducation des femmes dans les années 1970.

Le système éducatif irakien est dirigé et contrôlé par l’État qui finance en totalité tous les domaines de l’éducation. L’arabe est la première langue d’enseignement dans tous les établissements publics, tandis que le kurde est considéré comme la première langue d’enseignement dans les régions kurdes. 
À Mossoul, l’enseignement du français a commencé en 1991 dans la mesure où les élèves étaient libres de choisir son apprentissage.
L'Irak reçoit en 1982 le prix de l'UNESCO pour ses efforts dans la lutte contre l'analphabétisme (le taux d’alphabétisation des femmes, de 87 % en 1986, est alors le plus élevé de la région). Celui-ci s'étend pourtant à nouveau dans les années 1990 en raison du poids des sanctions économiques.
Selon un rapport de l’UNICEF paru en 2018, la majorité des enfants défavorisés ne reçoivent « aucune aide gouvernementale », ce qui tend à creuser les écarts et les inégalités. En matière d’éducation notamment, où les besoins restent « immenses » après des années de conflit. La moitié des écoles publiques irakiennes nécessitent une sérieuse réhabilitation et le pays aurait besoin de 7 500 écoles supplémentaires. En outre, « une école sur trois fonctionne par quarts multiples, ce qui réduit le temps d’apprentissage des enfants ». 92 % des enfants sont inscrits à l’école primaire, mais seuls un peu plus de la moitié des enfants défavorisés finiront le cycle primaire. L’écart se creuse plus encore dans l’enseignement secondaire et supérieur, « où moins d’un quart obtiennent leur diplôme (23 %), contre les trois quarts des enfants issus de milieux plus aisés (73 %) ». D'autre part, seuls 40 % des enfants sont entièrement vaccinés, et moins de 40 % de la population a accès à l’eau potable à domicile, ce qui expose les enfants à un risque grave de maladies d’origine hydrique.

#### Bases de données et notices
- Ressource relative au vivant :   - Invasive Species Compendium
- Ressource relative à la santé :   - Medical Subject Headings
- Ressource relative à la bande dessinée :   - Comic Vine
- Ressource relative à la géographie :   - Mindat.org
- Ressource relative à l'audiovisuel :   - France 24
- Ressource relative à la musique :   - MusicBrainz
- Notices dans des dictionnaires ou encyclopédies généralistes :   - Britannica
  - Brockhaus
  - Den Store Danske Encyklopædi
  - Dictionnaire historique de la Suisse
  - Dizionario di Storia
  - Enciclopedia italiana
  - Enciclopedia De Agostini
  - Encyclopædia Iranica
  - Encyclopédie de l'Ukraine moderne
  - Gran Enciclopèdia Catalana
  - Hrvatska Enciklopedija
  - Internetowa encyklopedia PWN
  - Nationalencyklopedin
  - Proleksis enciklopedija
  - Store norske leksikon
  - Treccani
  - Universalis
- Notices d'autorité :   - VIAF
  - ISNI
  - BnF (données)
  - IdRef
  - LCCN
  - GND
  - Japon
  - Espagne
  - Israël
  - Vatican
  - Australie
  - Norvège
  - Tchéquie
  - Portugal
  - Brésil